# Neustadt (Estrasburg)
La Neustadt (literalment « nova ciutat »), també coneguda com a barri alemany o barri imperial, és l'extensió de la ciutat d'Estrasburg realitzada per les autoritats alemanyes durant l'annexió d'Alsàcia-Lorena.
És al nord i al nord-est de la Gran Illa d'Estrasburg, el centre històric de la ciutat. La construcció, va començar en els anys 1880 i va durar fins al començament de la Primera Guerra Mundial, la qual cosa va permetre triplicar la superfície d'Estrasburg.
La Neustadt es compon de diversos barris i sectors : l'estació i els bulevards, el barri del Tribunal i de la plaça de Haguenau, el barri del Contades, l'illa Santa Helena, l'eix imperial, el barri de l'Orangerie i el sector Selva Negra - Observatori.
La Neustadt d'Estrasburg és considerada sovint com el millor testimoniatge de l'arquitectura i de l'urbanisme de l'Imperi alemany juntament amb, encara que en menor mesura, el barri imperial de Metz. Constitueix un conjunt d'una grandària i d'una homogeneïtat excepcional que ja no existeix o gairebé no existeix a Alemanya, a causa dels bombardejos de la Segona Guerra Mundial que van destruir en gran part els centres urbans de les ciutats alemanyes. Estrasburg va evitar relativament aquests bombardejos. La Neustadt es caracteritza per la presència d'estils "neo" (neorenaixement, neogòtic, neoclàssic, neoromànic i fins i tot neobizantí) així com de l'estil modernista (« Jugendstil »).

## Història

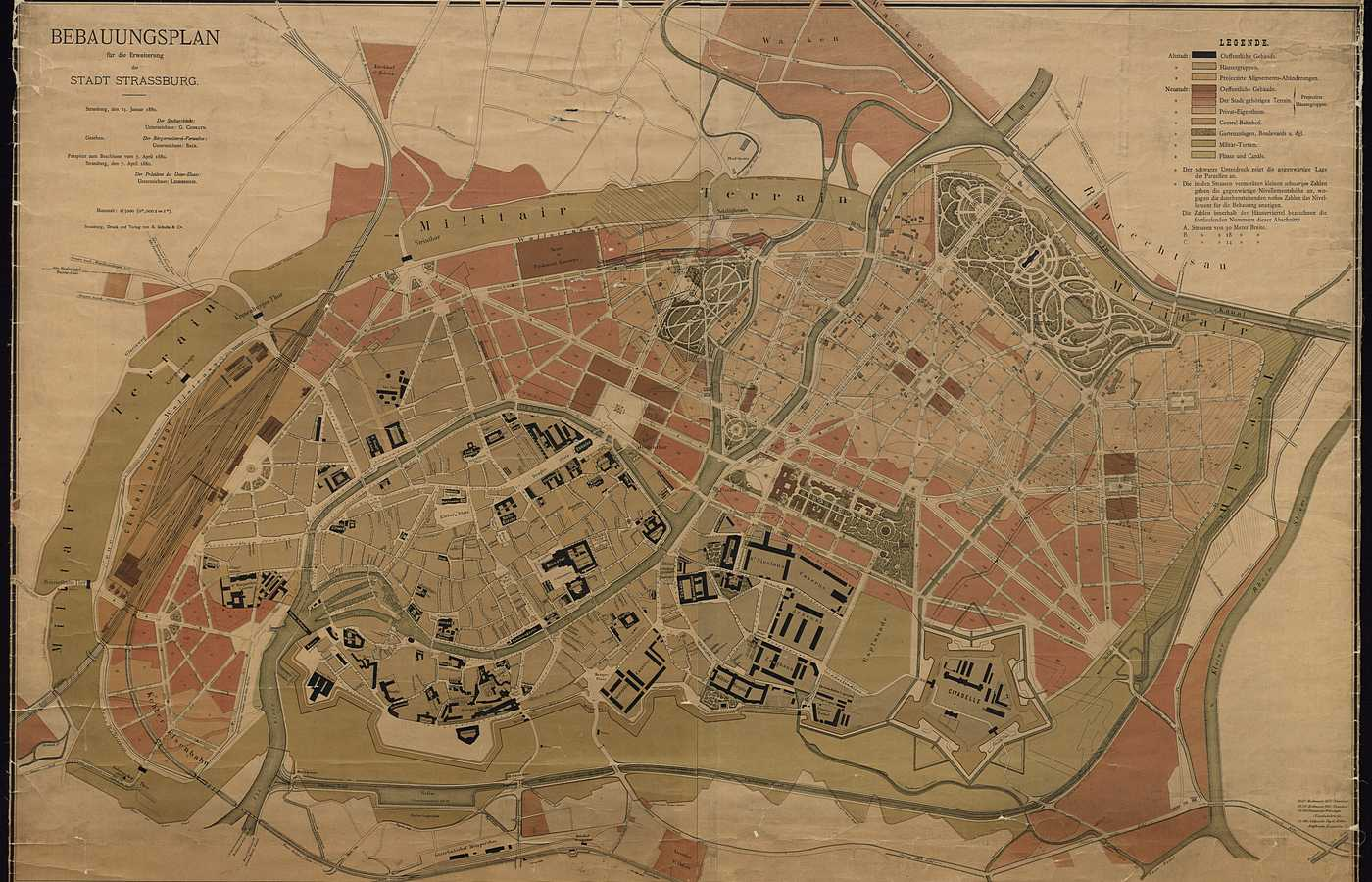
Plànol d'urbanisme de l'arquitecte Conrath, 1880.

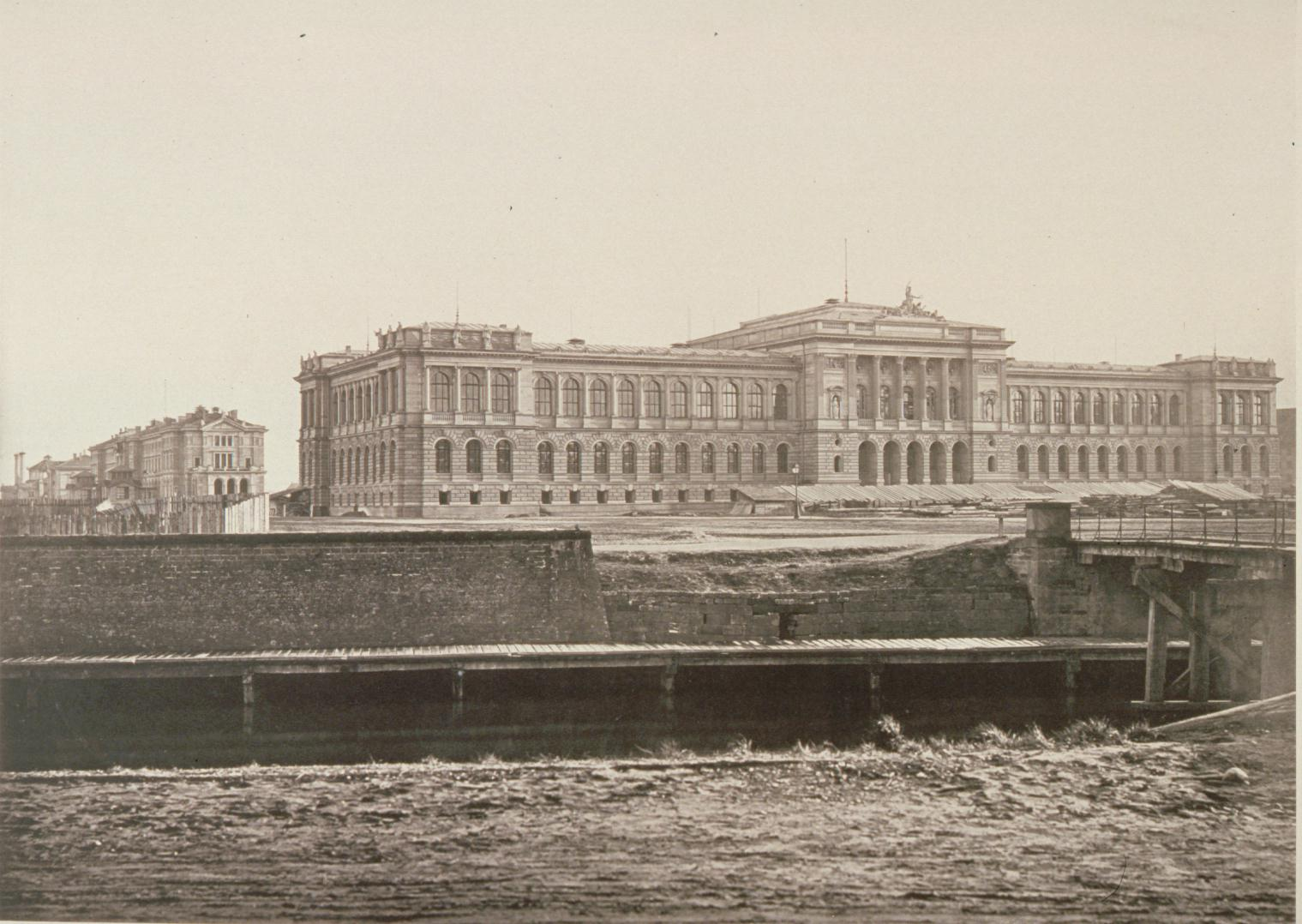
El palau universitari en construcció.

Com a conseqüència del tractat de Fràncort de 1871, Estrasburg va ser annexionada a l'Imperi alemany com la resta d'Alsàcia i la Mosel·la. La ciutat és declarada capital del « Reichsland Elsaß-Lothringen » i, per tant, deu dotar-se de noves infraestructures per albergar les institucions i administracions de govern. En aquesta època, la ciutat està encara emmurallada i no ha augmentat la superfície des del segle xv.
La voluntat de condicionar una « nova ciutat » respon doncs a dos objectius principals : deixar constància material del nou poder imperial i fer de la ciutat un aparador del savoir-faire alemany, però també allotjar els nous habitants (essencialment alemanys) que arriben a Estrasburg. La població de la ciutat va passar de 80 000 habitants l'any 1870 a 180 000 l'any 1915.
L'any 1875, es concreta un perímetre d'extensió de 384 hectàrees. L'exèrcit cedeix 153 hectàrees de terrenys (antigues muralles i glacis). L'extensió es farà cap al nord del centre històric amb la finalitat d'integrar a la ciutat els parcs de Contades i de l'Orangerie. Al juny de 1878, es va realitzar una exposició amb la finalitat de presentar als ciutadans la distribució del nou barri. El cost de l'extensió, 17 milions de marcs, havia de ser saldat per la ciutat en deu anualitats.
Un enorme pla d'urbanisme sobre la base dels projectes realitzats per Jean Geoffroy Conrath, arquitecte de la ciutat des de 1854, August Orth, arquitecte berlinès, i Hermann Eggert, futur arquitecte del palau de Rin, es va adoptar el 7 d'abril de 1880.

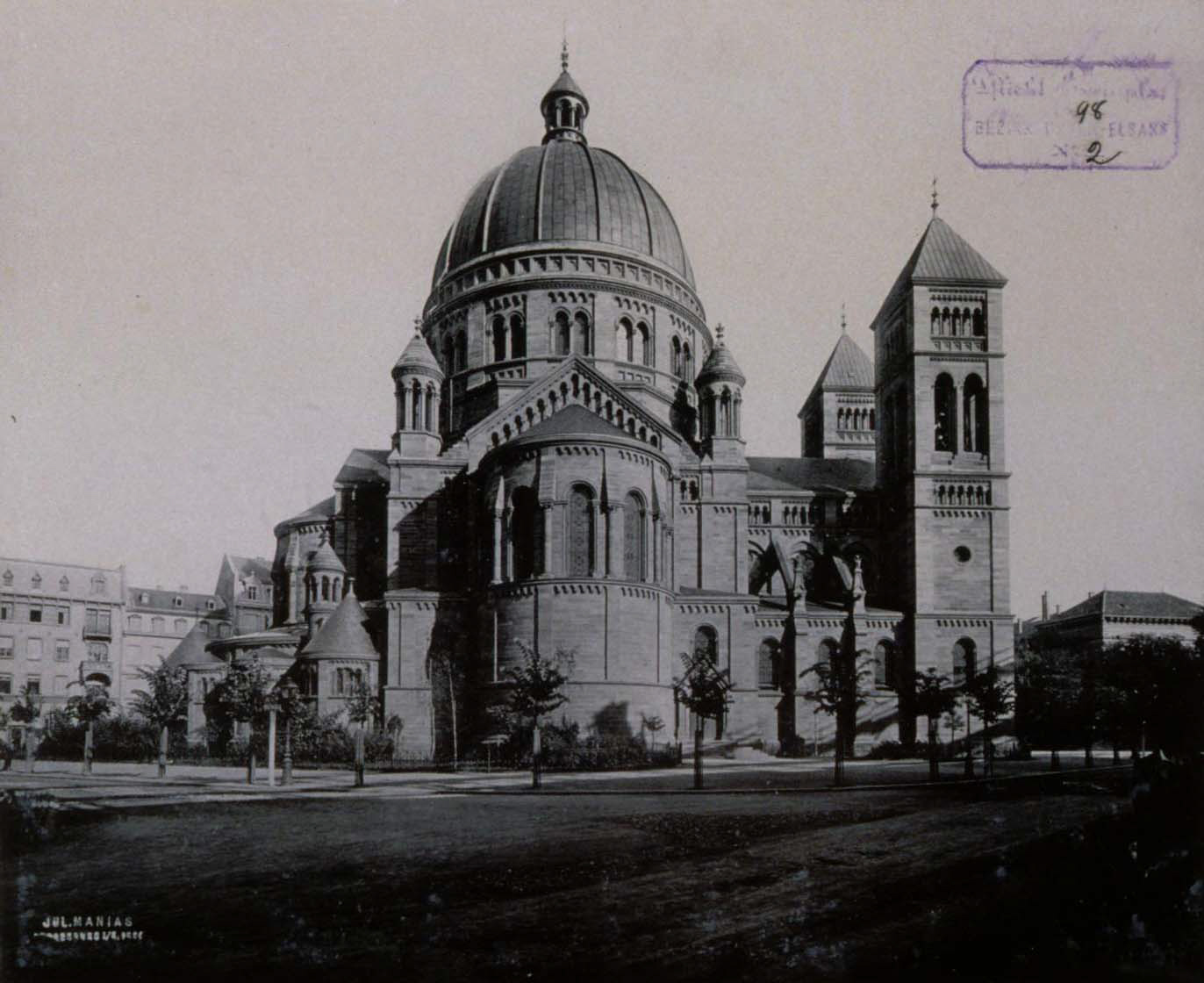
L'església catòlica de Sant Pere el Jove l'any 1897.

Els treballs de construcció de l'avinguda dels Vosges (« Vogesenstraßi ») arrenquen a l'abril de 1880. Amb l'avinguda de la Selva Negra, que constitueix la prolongació de l'avinguda dels Vosges, es connecta la plaça de Haguenau, propera a la nova estació, al pont de Rin, després de la petició de les autoritats militars. Posseeix 30 metres d'ample, i serveix també com a lloc de realització de les desfilades militars.
La nova estació (1878-1883) i la nova universitat (1879-1884) són les primeres grans obres de la Neustadt. El palau imperial i la « Kaiserplatz » (concebuda per l'arquitecte Johann Carl Ott) seran construïts entre 1883 i 1888.
Les autoritats no volen que la Neustadt sigui un mer barri residencial o una ciutat dormitori, sinó una veritable "segona ciutat" al costat del centre històric. Per això es va instal·lar la seu de nombroses administracions i es va realitzar la construcció d'esglésies i escoles. Els locals destinats a albergar comerços se situaven en la planta baixa de les finques urbanes, es va pensar també en la qualitat de vida dels riberenys condicionant diversos passejos, així com un palau de les Festes i els banys municipals, això ultimo a causa de la política avantguardista en temes d'higiene de l'Imperi alemany.
El desenvolupament de la Neustadt continuarà fins al començament de la Primera Guerra Mundial que marcarà la fi dels treballs. Certs sectors, sobretot a l'est cap al barri del Consell dels XV seran urbanitzats més tard durant l'època francesa.

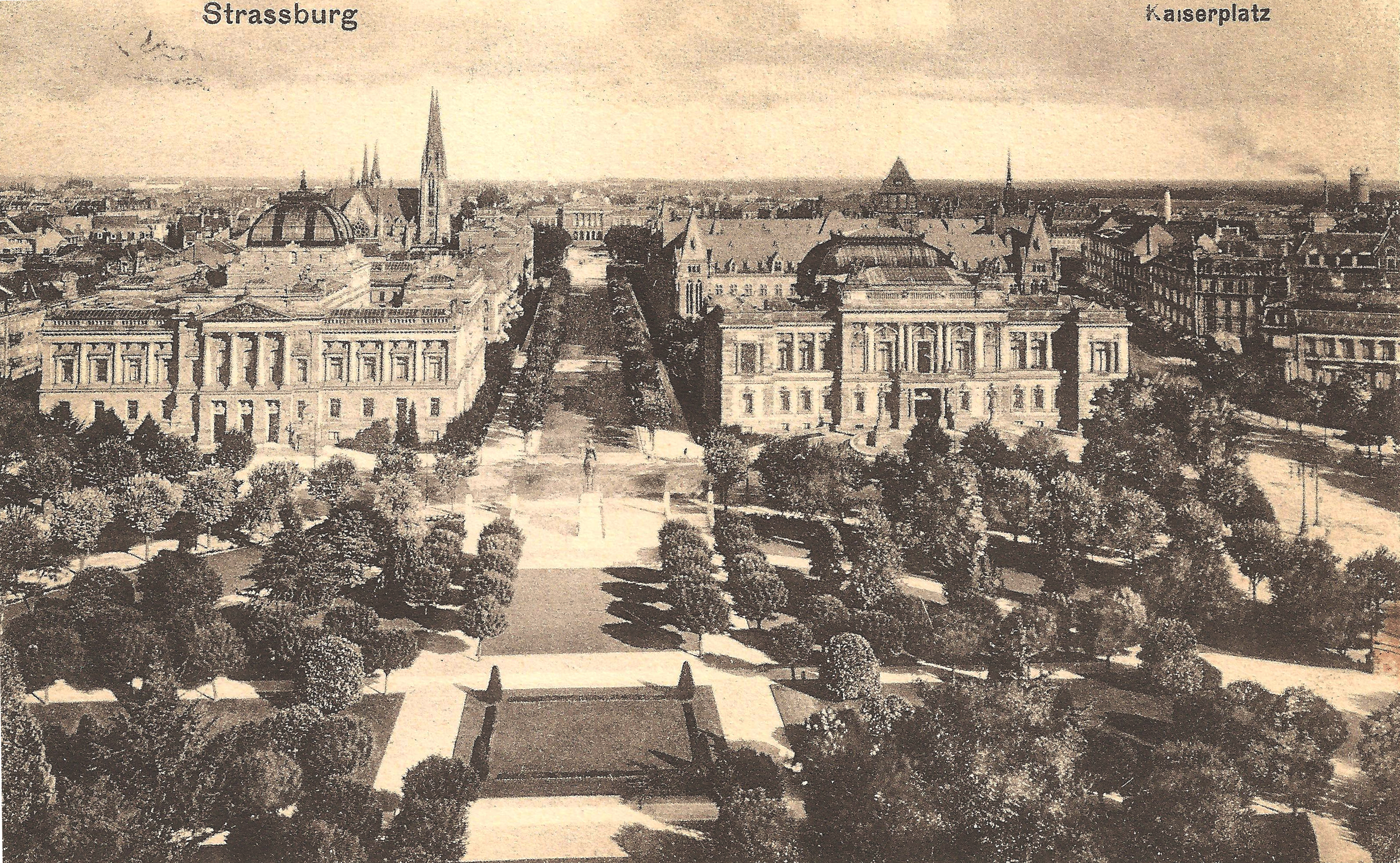
La plaça de la República (Kaiserplatz), al començament del.

Els estrasburguesos de l'època no apreciaven molt l'arquitectura de la Neustadt. Després de la Segona Guerra Mundial, la Neustadt era associada al « invasor alemany », la façana sud de la Casa de Postes va ser greument deteriorada per un bombardeig i es va reconstruir amb un estil contemporani dels anys 1950, amb l'objecte de menysprear a l'estil arquitectural d'origen. L'any 1957, es va plantejar la idea de destruir el palau de Rin, en el qual s'havia instal·lat la Kommandantur (estat major alemany) durant la Segona Guerra Mundial, amb la finalitat de construir un gratacel per albergar les instal·lacions del Consell d'Europa. Gràcies a la intervenció de Maurice Roche, secretari general de la prefectura del Baix Rin, el palau de Rin segueix avui en peus.
Des de finals dels anys 1980 el municipi i els ciutadans han sabut reconèixer del valor que representa aquest patrimoni. Avui, nombroses visites i exposicions estan organitzades entorn al tema de la Neustadt. L'any 2014, es van tornar a col·locar al palau universitari les estàtues de l'Argentina (representant Estrasburg) i de Germania (que representa a Alemanya) la qual havia estat decapitada l'any 1918.
« Els Rendez-vous de la Neustadt » constitueixen una sèrie de visites, de conferències, d'exposicions i d'animacions sobre la Neustadt organitzats cada any, des de 2012, pel Servei de l'Inventari del Patrimoni d'Alsàcia.
El gener de 2016, la ciutat d'Estrasburg i el ministeri de la Cultura van realitzar una petició a la Unesco per ampliar el perímetre inscrit en la llista del patrimoni mundial de l'Unesco i integrar així una part de la Neustadt. La candidatura es titula « De la Gran Île à la Neustadt » (Des de la Gran Illa a la Neustadt) i el perímetre proposat s'estén des de la plaça de Haguenau a la plaça Arnold. La resposta es coneixerà al juliol de 2017,.

## Morfologia

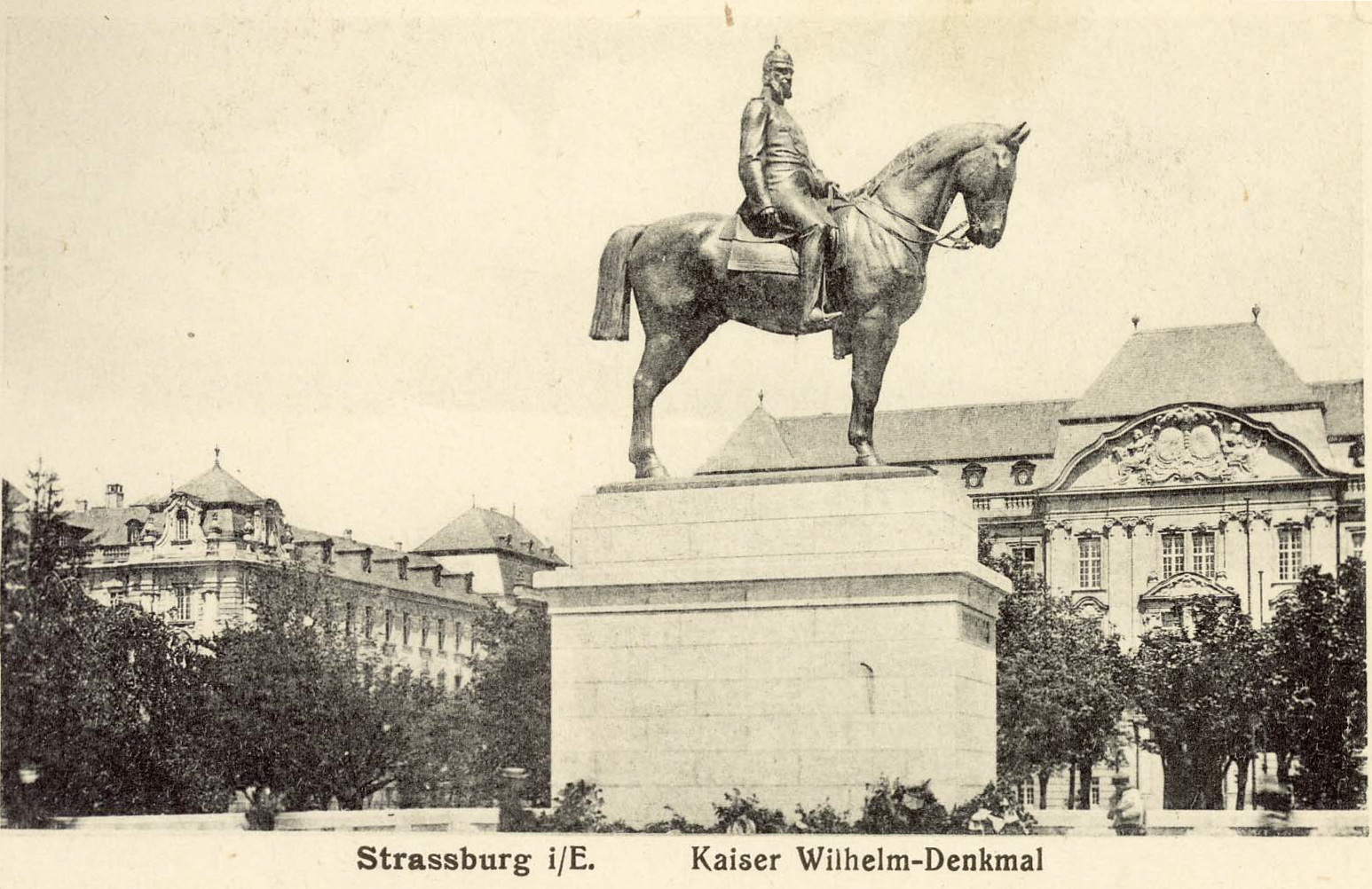
L'estàtua del Kàiser presidint el centre de la « Kaiserplatz » (actual plaça de la República).

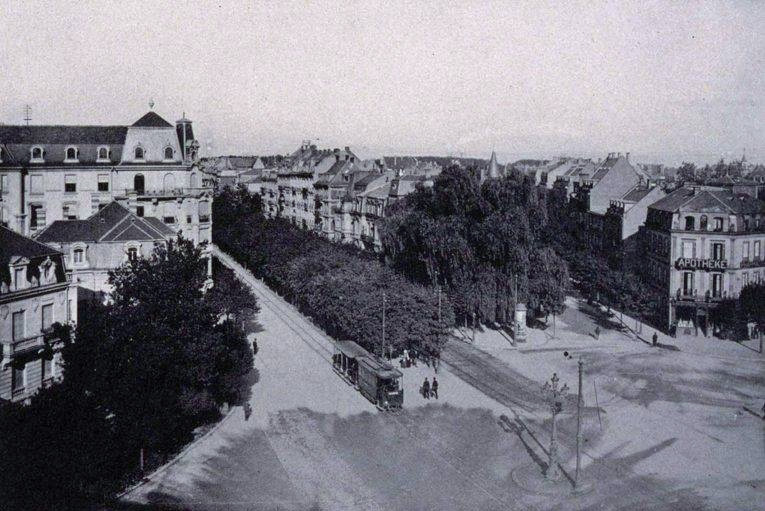
La plaça Brant i el passeig de la Robertsau en 1906.

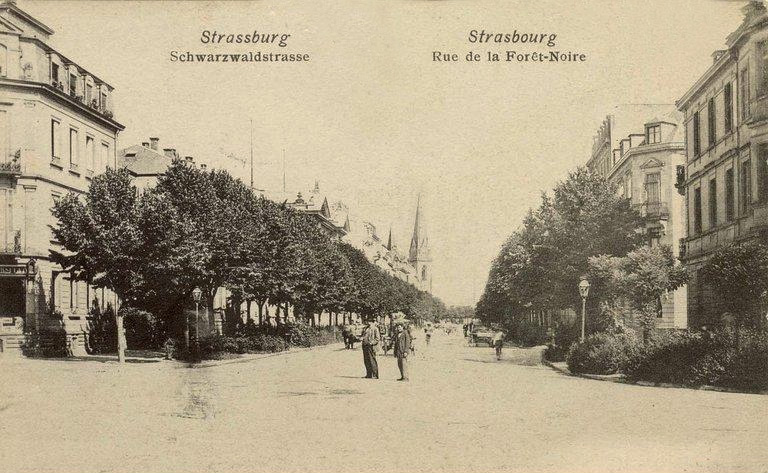
L'avinguda de la Selva Negra, perspectiva cap a l'església Sant Maurici

El plànol de la Neustadt és, en part, de tipus haussmanià però presenta certes peculiaritats. Està envoltada per un cinturó de bulevards, els carrers són amples, sovint paral·leles entre elles i es tallen perpendicularment. Les llargues avingudes permeten connectar les principals places entre elles que posseeixen una zona enjardinada al seu centre (plaça la República, de la Universitat, de Haguenau, de Bordeus, Arnold). Es dona una especial importància als espais verds com els parcs de Contades i de l'Orangerie, que antany es trobaven situats fora de la ciutat, i ara estan integrats a la Neustadt. També es van crear nous parcs i passejos, que van ser condicionats com els jardins de la Universitat i el nou jardí botànic, i nombrosos carrers vorejats també d'arbres.
Diversos eixos permeten tenir grans imatges perspectives, com l'avinguda de la Llibertat (conegut com l'eix imperial) que connecta la plaça de la República, símbol del poder, a la plaça de la Universitat, símbol del saber, i que constitueix el cor de la Neustadt; les avingudes dels Vosges i de la Selva Negra acaben i comencen, respectivament, sota la silueta de l'església Sant Maurici; els carrers Joffre, Foch i Goethe van a donar a les rosasses de l'església de Sant Pau; així mateix els carrers Santa Odilia i Paul Muller Simonis ressalten la cúpula de l'església Sant Pere el Jove catòlic; i finalment l'avinguda de la Pau i el carrer Schweighaeuser permeten admirar la catedral.
Amb la finalitat d'evitar les inundacions, el nivell del sòl ha estat elevat de 2 a 3 metres. Aquesta diferència de nivell és avui visible en diversos llocs : quai Zorn, bulevard Paul Déroulède, carrer de la Schiffmatt.
La plaça de la República i el pont del Teatre formen el vincle entre la Nova Ciutat i la Vella Ciutat (el centre històric). Aquesta noció se simbolitza també en el cos circular construït (després de la reconstrucció) en la part posterior de l'òpera d'Estrasburg, que seria el punt on comença la nova ciutat. També, enfront del lateral occidental de l'òpera, i en ocasió de celebrar els 2000 anys d'Estrasburg, l'artista local Tomi Ungerer va construir la font de Jano (1988). Aquesta font entre la plaça Broglie i la plaça de la República posseeix dues cares, una cara que mira cap a la Vella Ciutat i una altra cap a la Neustadt. Un altre punt d'unió entre la Neustadt i la Gran Illa es troba en el quai Finkmatt ; el palau de justícia i l'església Sant Pere el Jove catòlica estan enfront del pont de la Fonderie, coronat per quatre estàtues de lleons, que franquegen el canal du Faux-Rempart. Sobre l'altra riba, l'escola Schoepflin ve completar aquesta disposició. Finalment el pont de Postes permet connectar l'avinguda de la Marseillaise (on es troba la Casa de Postes) al carrer dels Jueus, una de les principals artèries del centre històric. El carrer des Récollets, que constitueix una extensió del carrer dels Jueus, va ser ampliada i oberta cap al claustre de l'antic convent des Récollets i es va construir un immoble d'estil modernista a la cantonada amb el carrer Brulée.

### Arquitectura
L'estil arquitectònic de la Neustadt és molt eclèctic, barrejant els diferents estils neo amb el modernisme, però així i tot aconsegueix conservar una certa coherència. Els edificis oficials, imponents i monumentals, estan construïts amb carreus de gres, les finques urbanes tenen generalment 4 o 5 altures i es componen d'una planta baixa de carreus, d'una façana sovint de maons i de balconades de ferro forjat. Aquests immobles eren els únics d'Estrasburg que disposaven de totes les comoditats de la vida moderna : aigua i gas en totes les plantes (com ho indiquen les petites plaques blaves encara presents avui: « Gas in allen Étagen ». Certs edificis posseeixen petits jardins davanters que donen directament al carrer.
També hi ha nombroses viles, en particular en el sector de l'illa de Santa Helena els petits carrers de la qual, corbes i sinuoses, difereixen de la resta de la Neustadt. Aquesta disposició particular, contrària als plans d'origen, va ser decidida amb la finalitat de crear un barri "pintoresc", segons els principis de l'arquitecte austríac Camillo Sitte, compost de viles i de jardins.
La Neustadt ja comptava amb allotjaments socials, avançant-se al seu temps, sobretot al carrer du Fossé dess Treize, a l'est de l'avinguda de la Selva Negra, la ciutat Spach i el « Katholischer Bahnhof ».

## Edificis principals

### Eix imperial
- Plaça de la República, antiga « Kaiserplatz » (plaça imperial):
  - Palau de Rin, antic palau imperial;
  - Palau de la dieta d'Alsàcia-Lorena - Teatre Nacional d'Estrasburg, antic Landtag;
  - Biblioteca nacional i universitària d'Estrasburg;
  - Prefectura i Tresoreria general, antics edificis ministerials d'Alsàcia-Lorraine;
  - Vila Greiner, Museu Tomi Ungerer.

- Avinguda de la Llibertat, antiga « Kaiser Wilhelm Strasse » (carrer de l'emperador Guillem):
  - Hotel de les Postes ;
  - Hotel de les Duanes.

- Palau universitari i campus històric, antiga « Kaiser-Wilhelms-Universität », plaça i carrer de la Universitat, carrer Goethe.

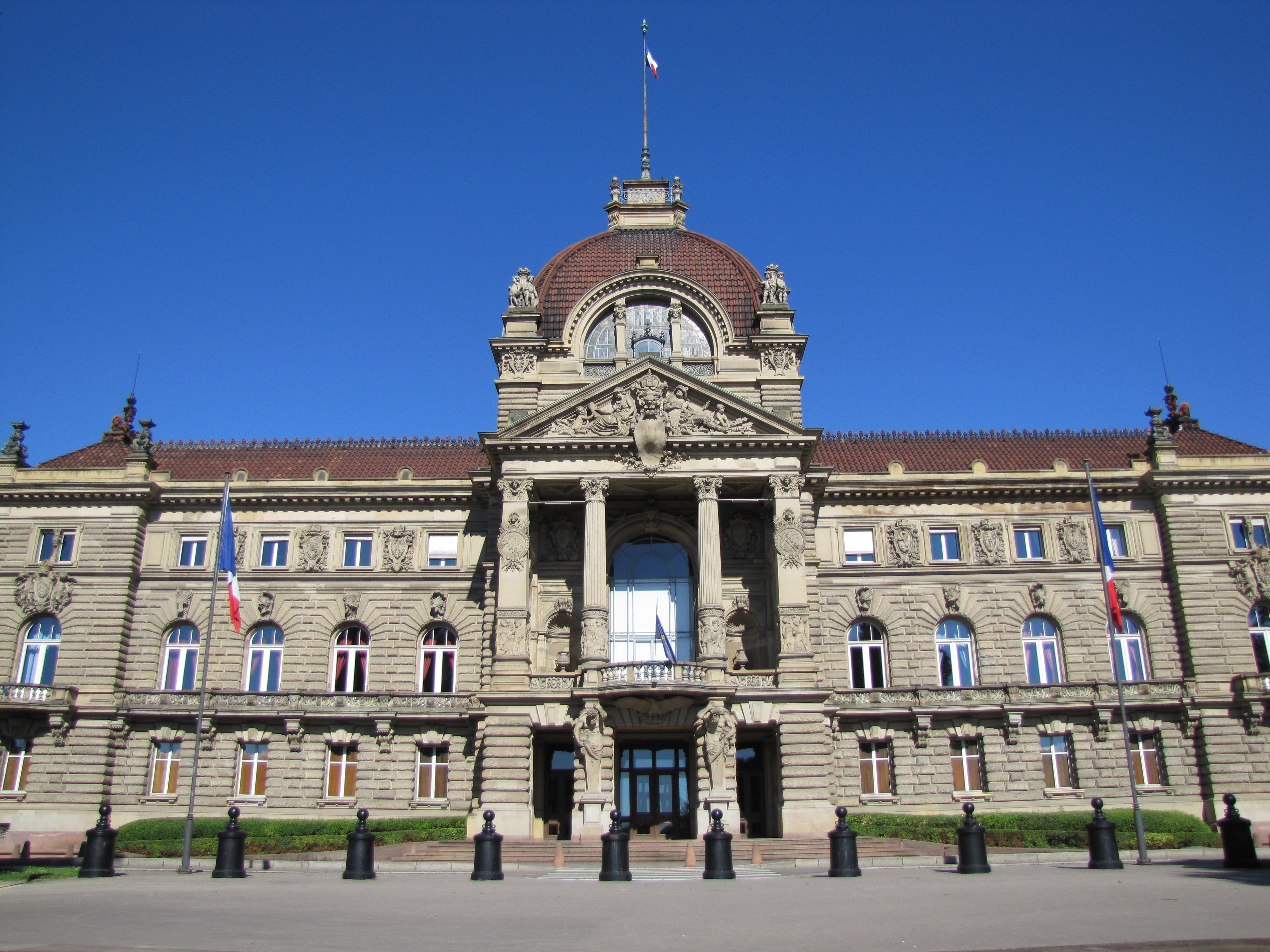
El palau de Rin.
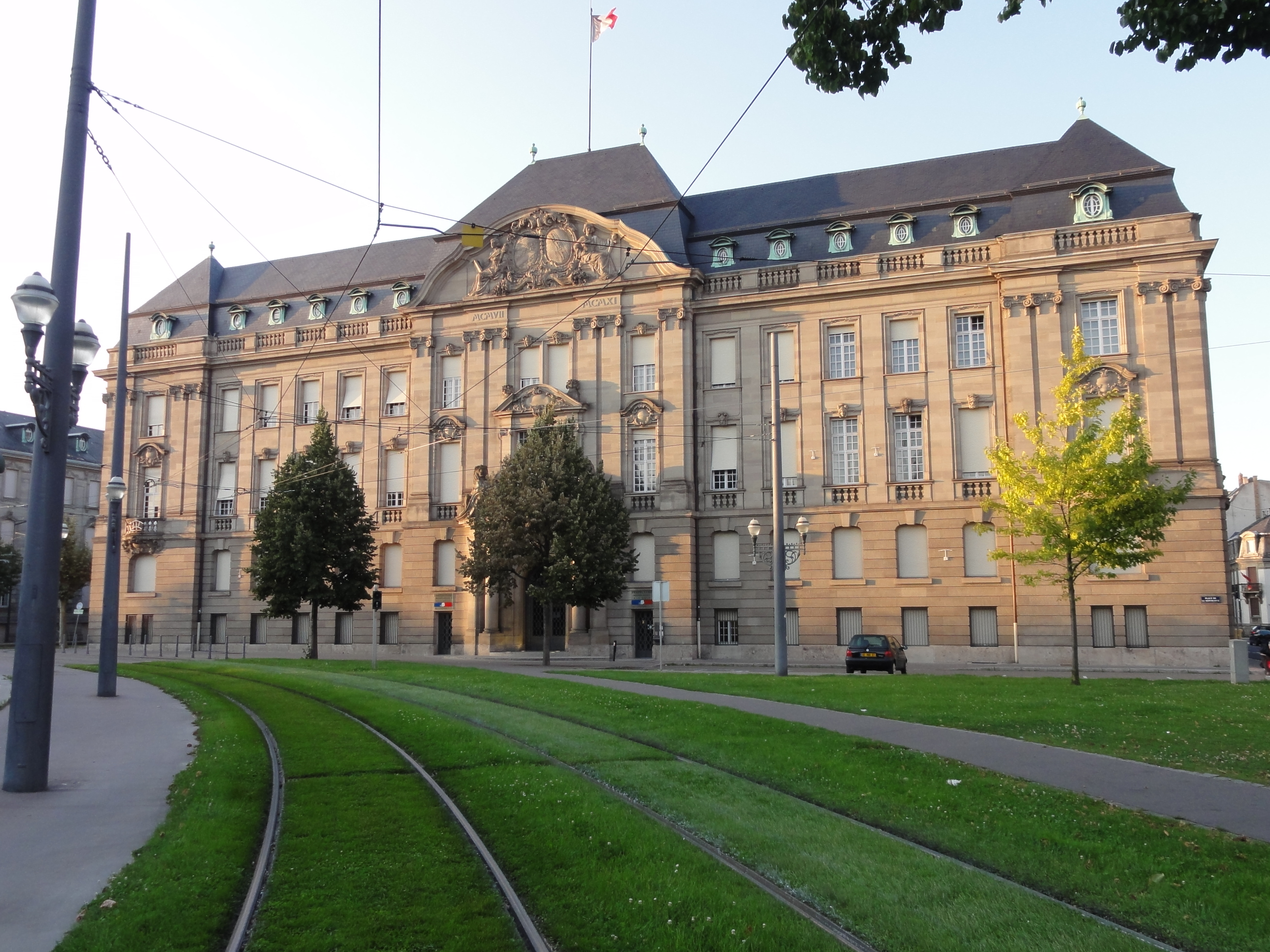
La jefatura.
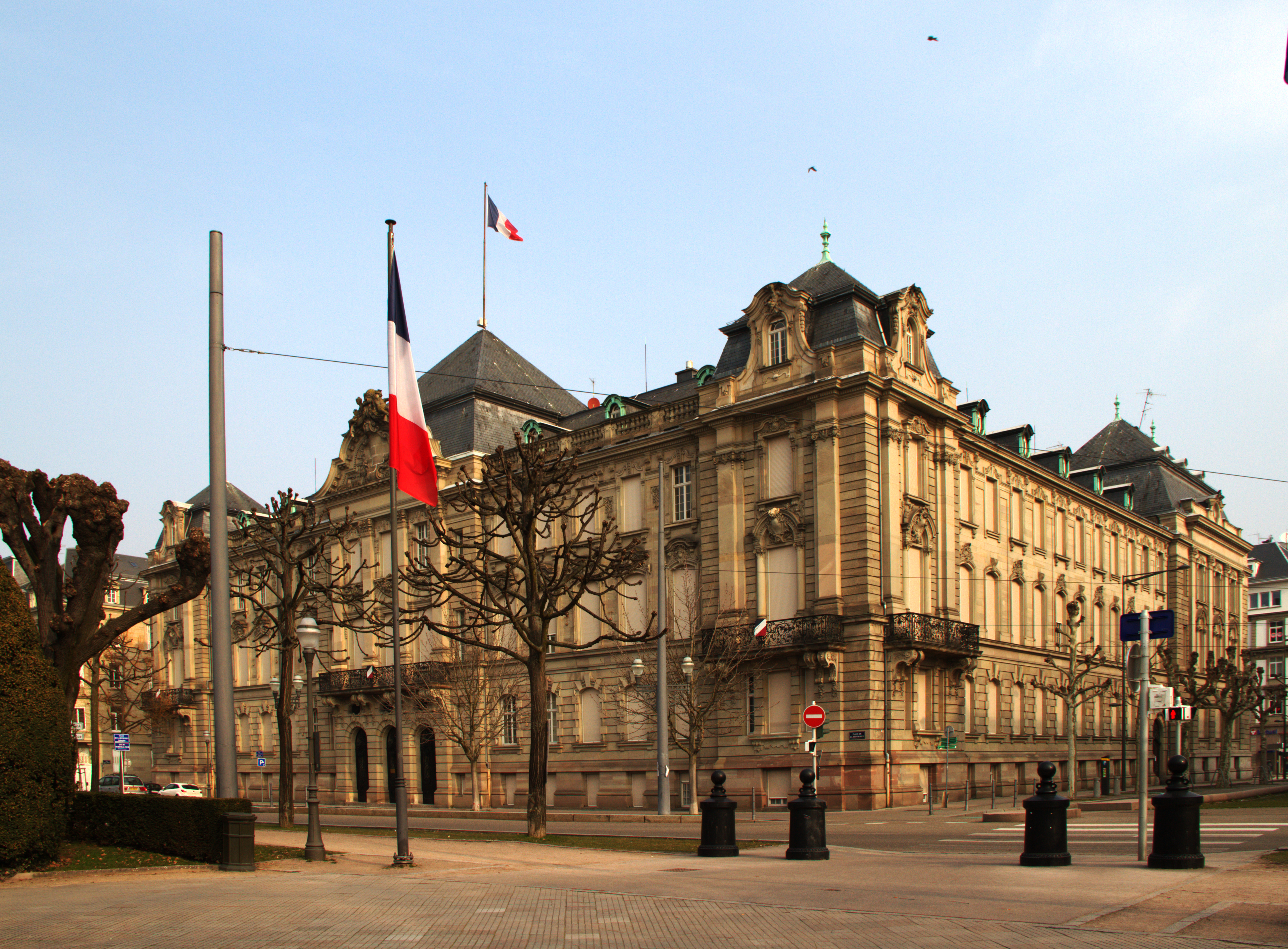
La tresoreria general.
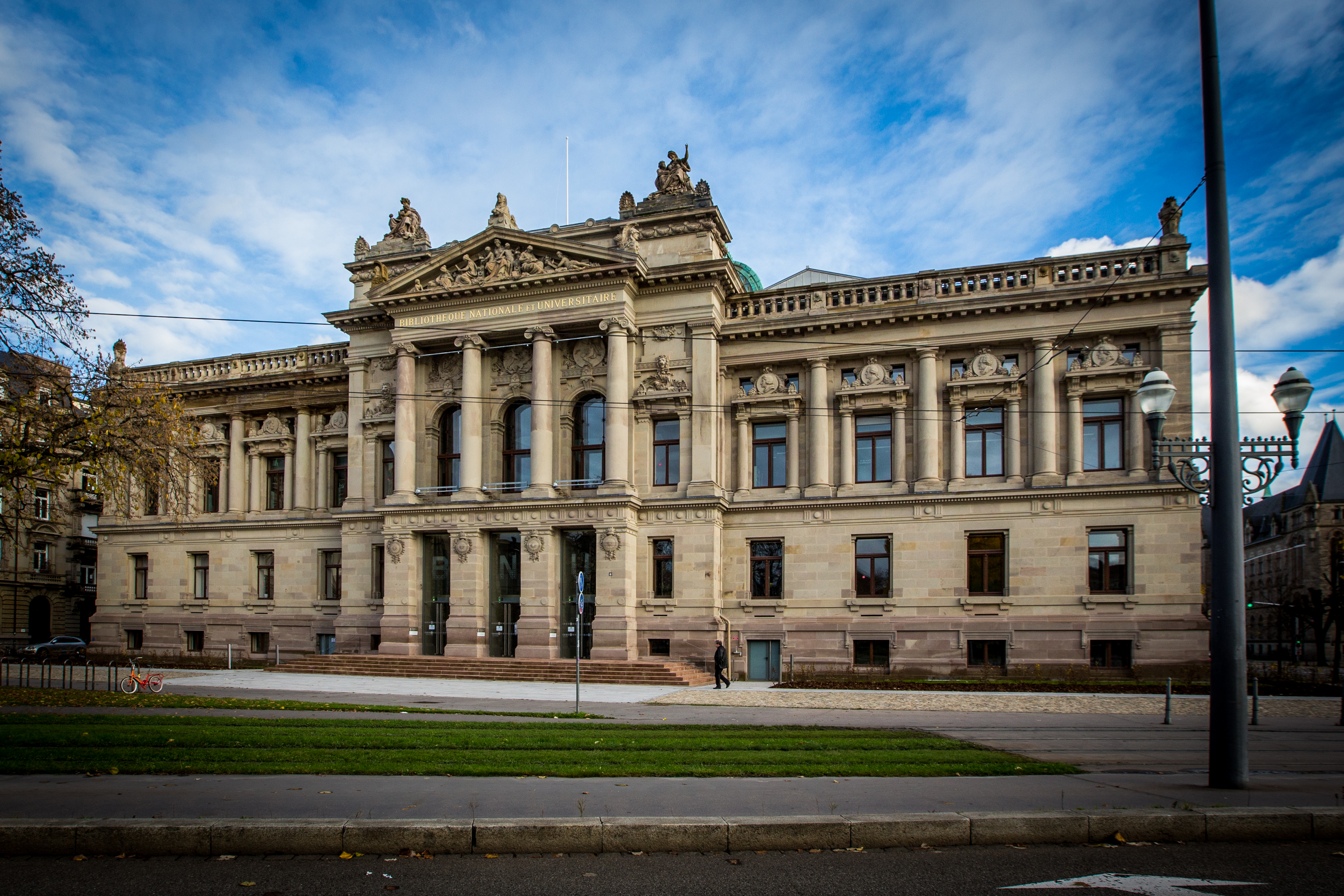
La BNU.
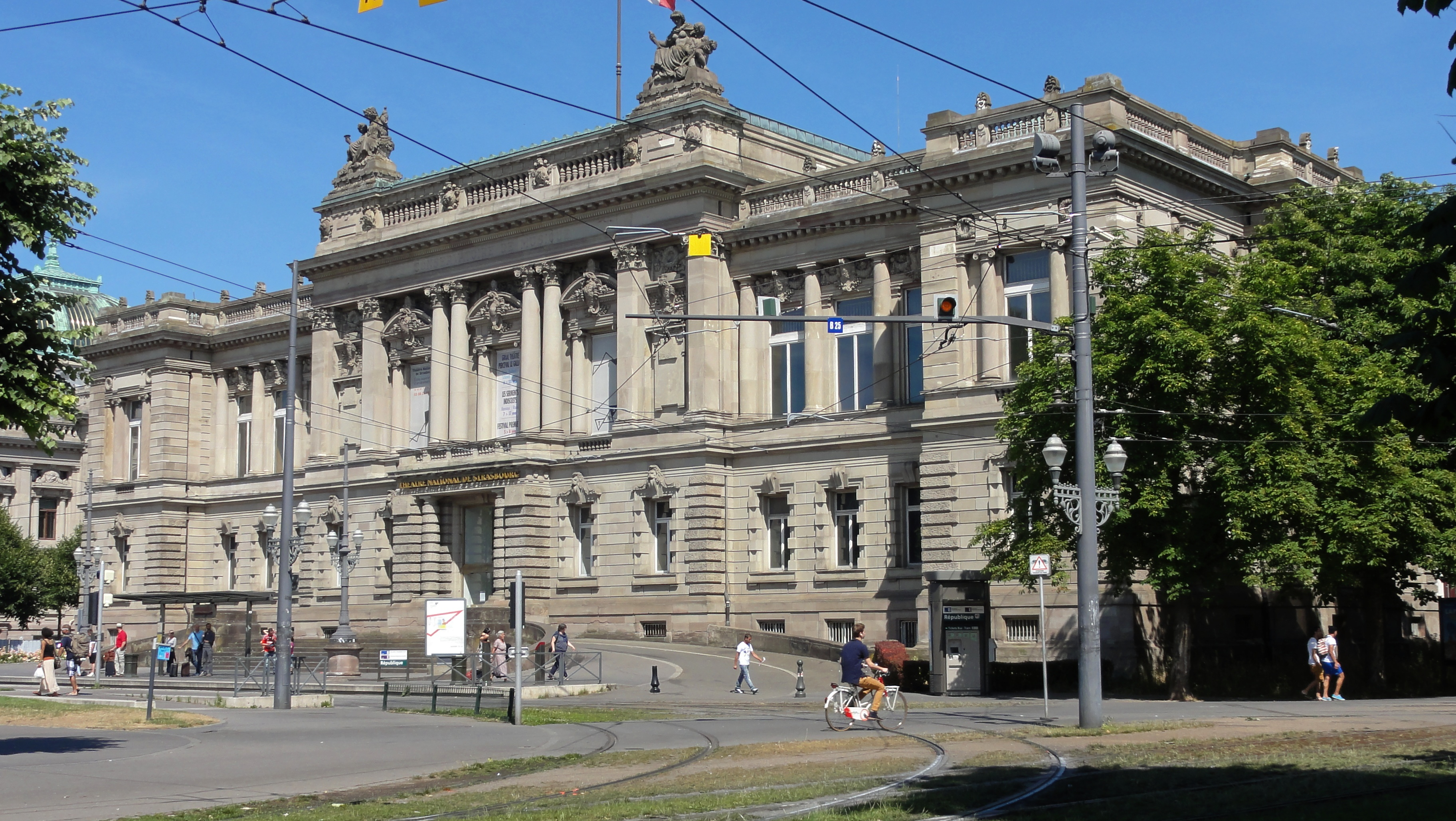
El TNS.
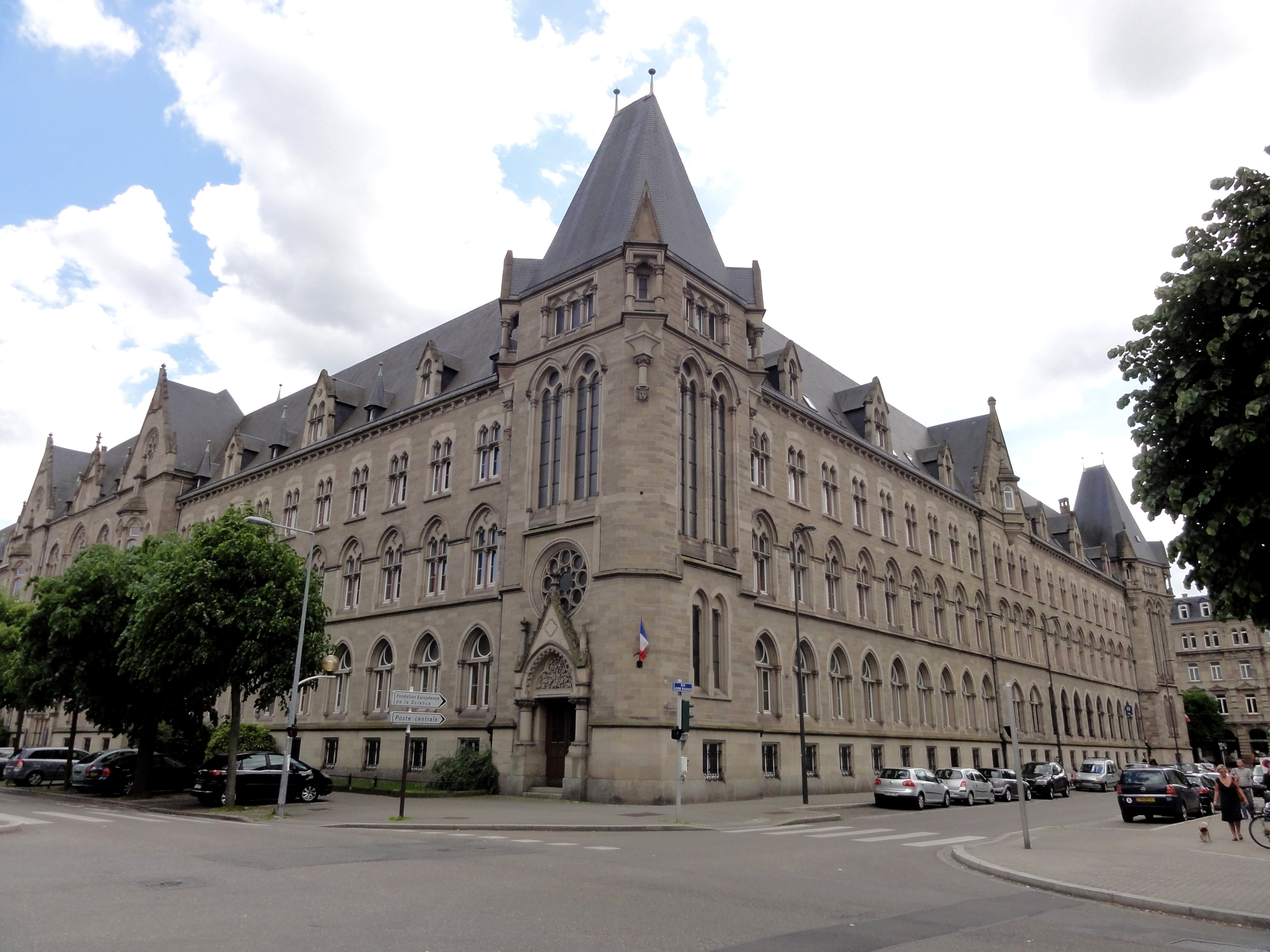
El hotel de las Places, façana avinguda de la Llibertat.
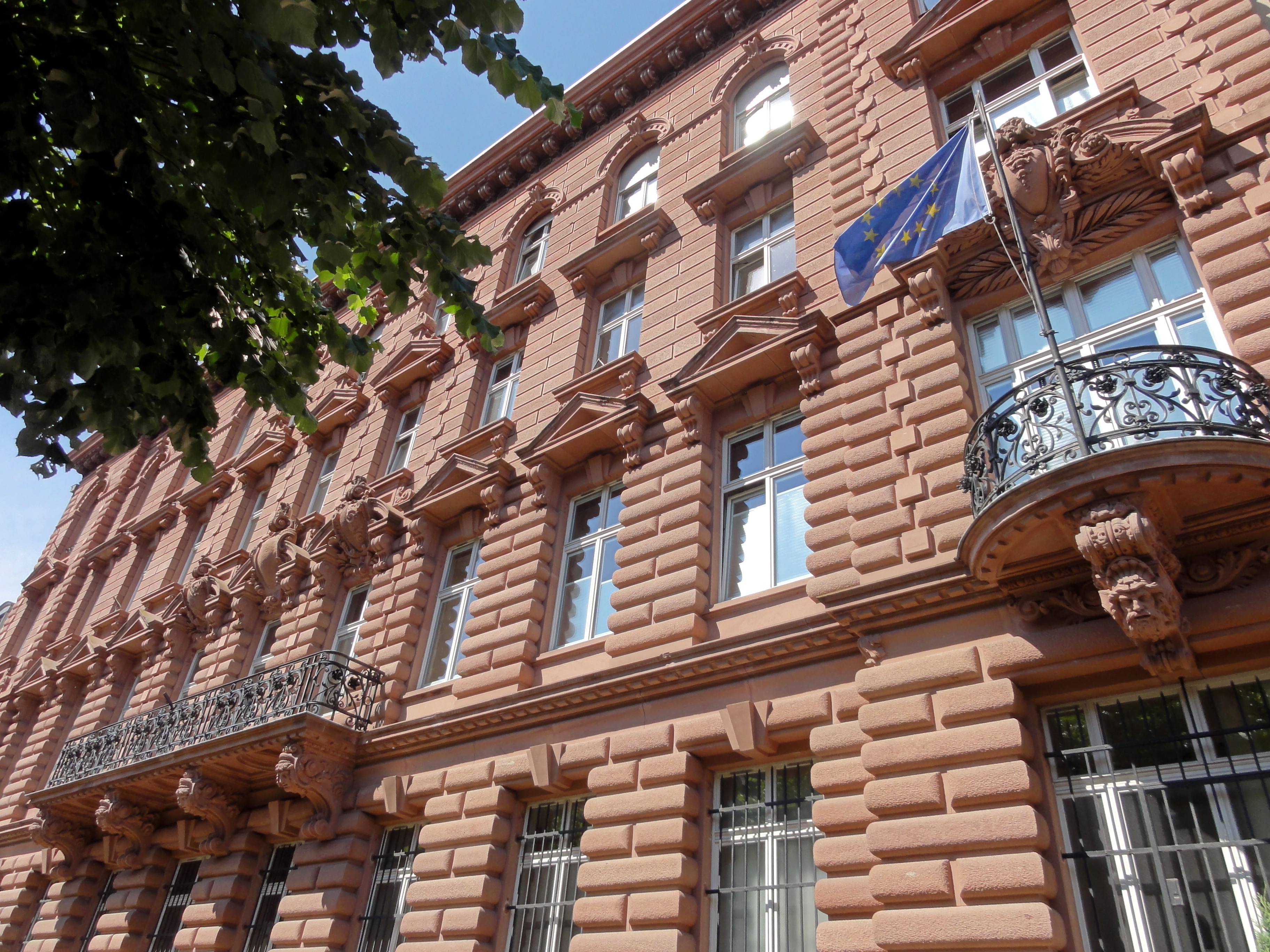
La direcció de les Duanes.
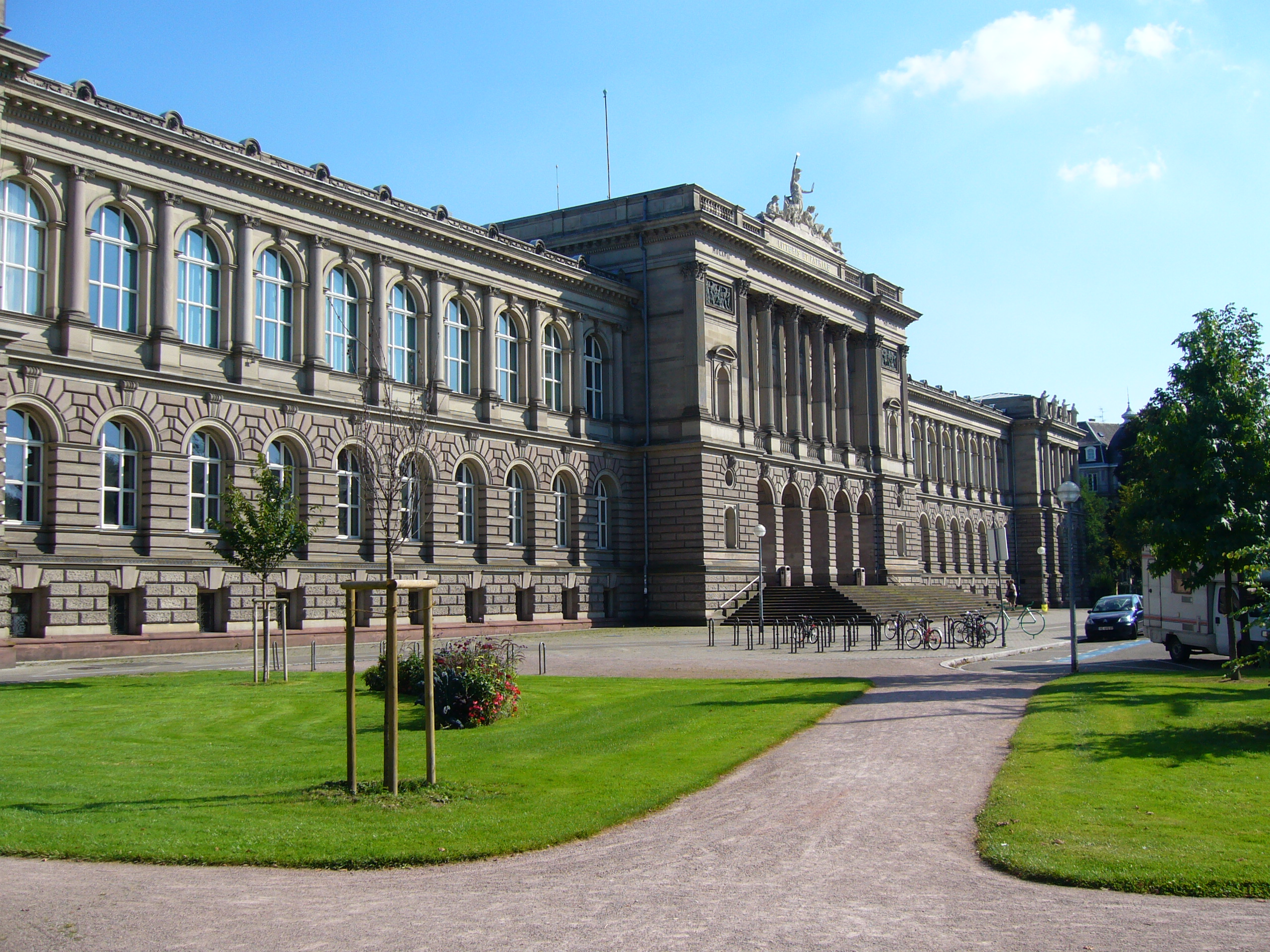
El palau universitari.

### Esglésies
- Església Sant Pau, antiga església de guarnició protestant ;
- Església Sant Maurici, antiga església de guarnició catòlica ;
- Església Sant Pere el Jove catòlica.

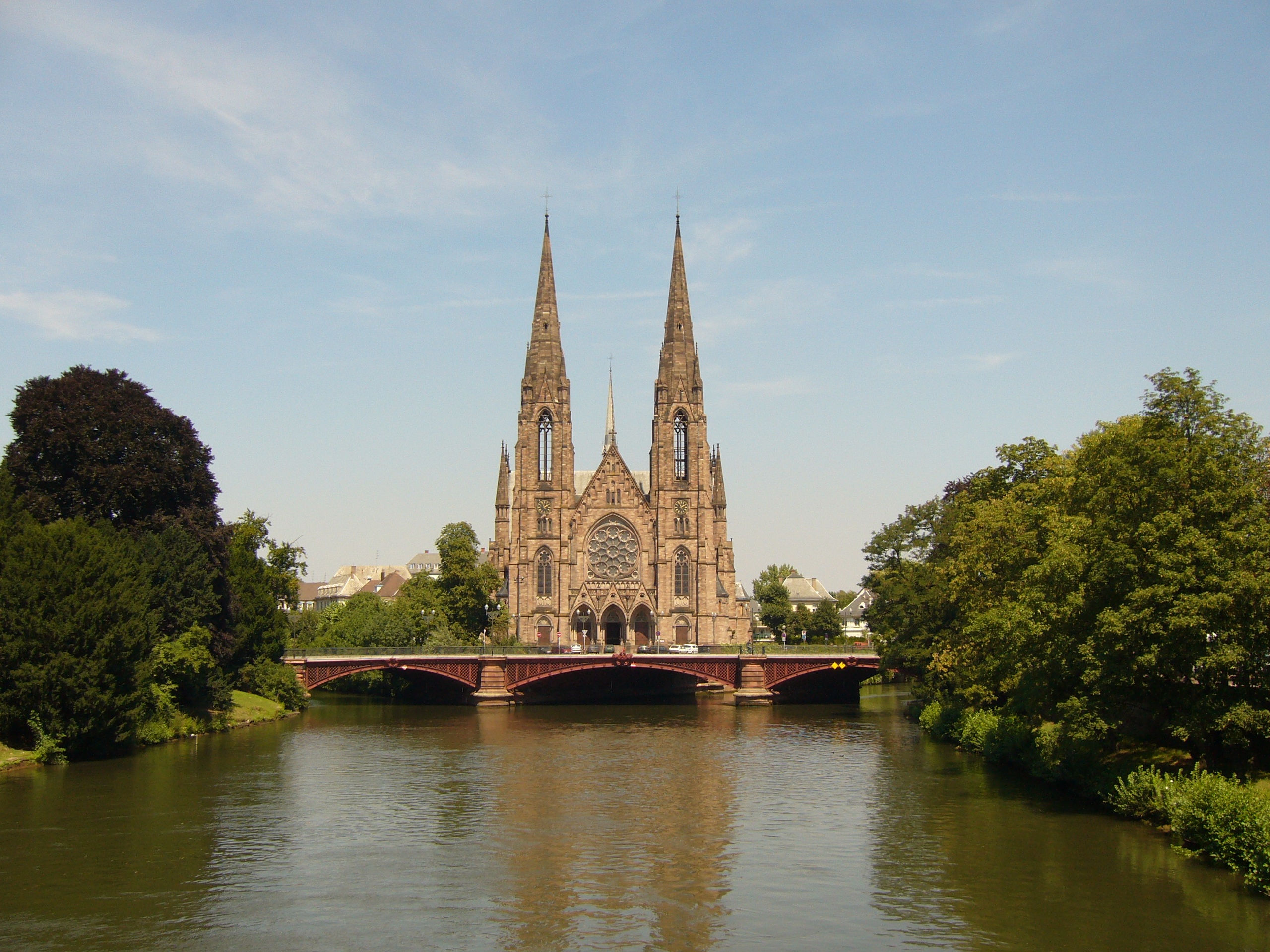
Sant Paul.
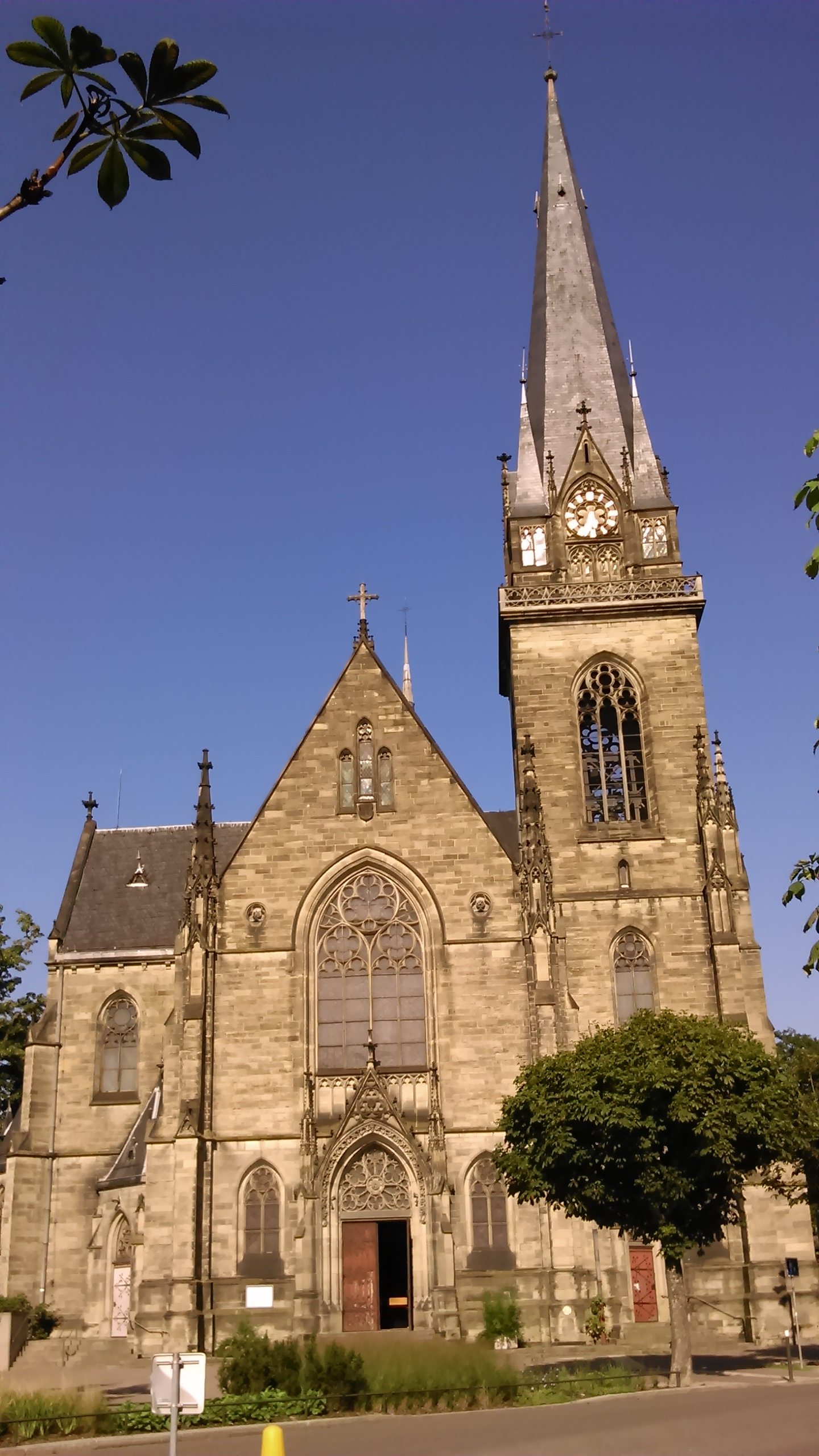
Sant Maurici.
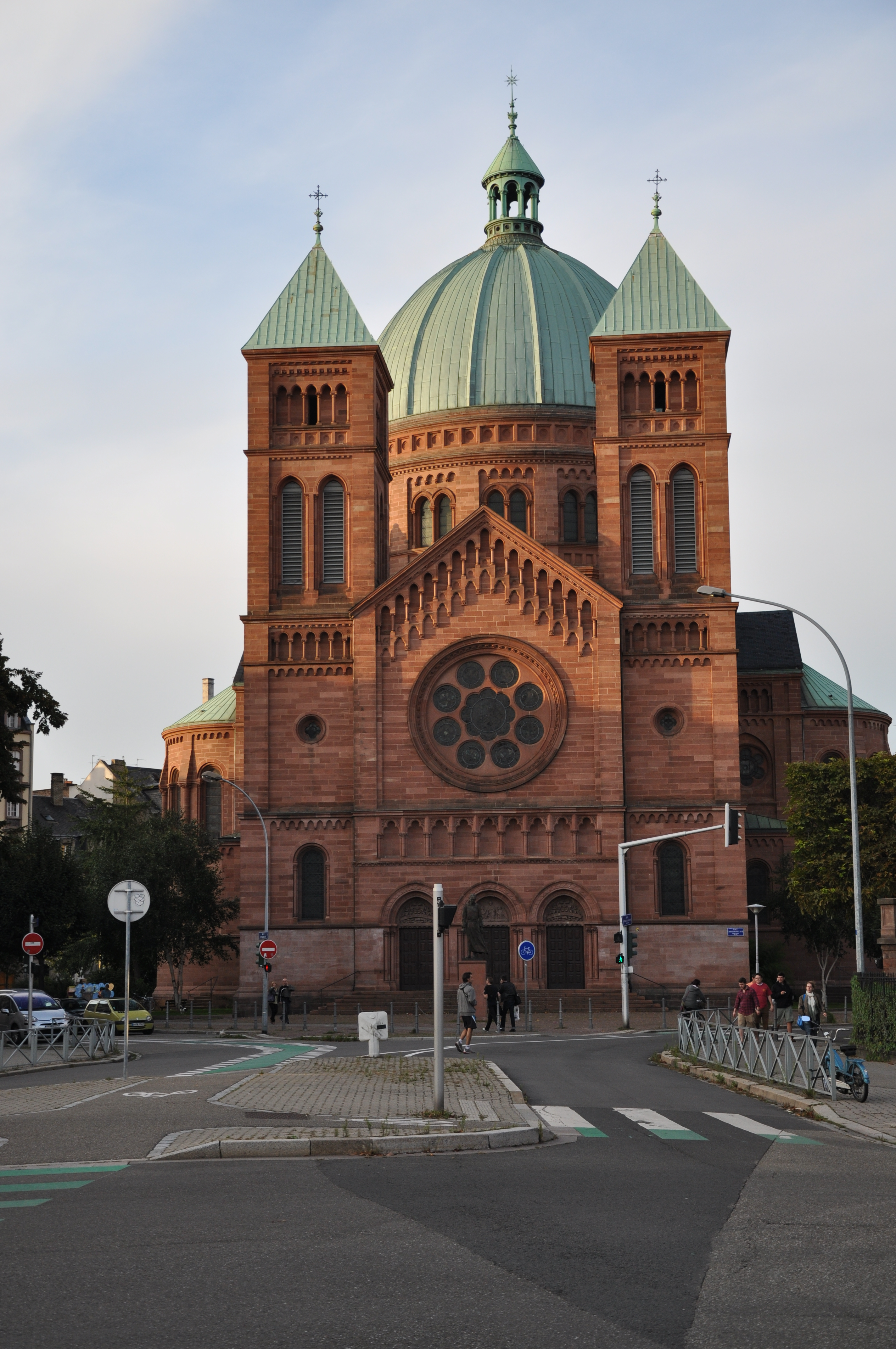
Sant-Pere el Jove catòlic.

### Ensenyament
- Inspecció acadèmica, 65 avenue de la Fôret-Noire, antic « Lehrerseminar » ;
- Rectorat de l'Acadèmia - annexo, 27 boulevard du Président Poincaré;
- Liceu René Cassin, 4 rue Schoch, antiga « Technische Schule » ;
- Liceu internacional dels Pontonniers, 1 rue donis Pontonniers, antiga « Höhere Töchterschule » ;
- Col·legi Foch, 30 rue Foch, anciana « Oberrealschule » ;
- Institució Notre-Dame de Sion, 8 boulevard de la Dordogne.

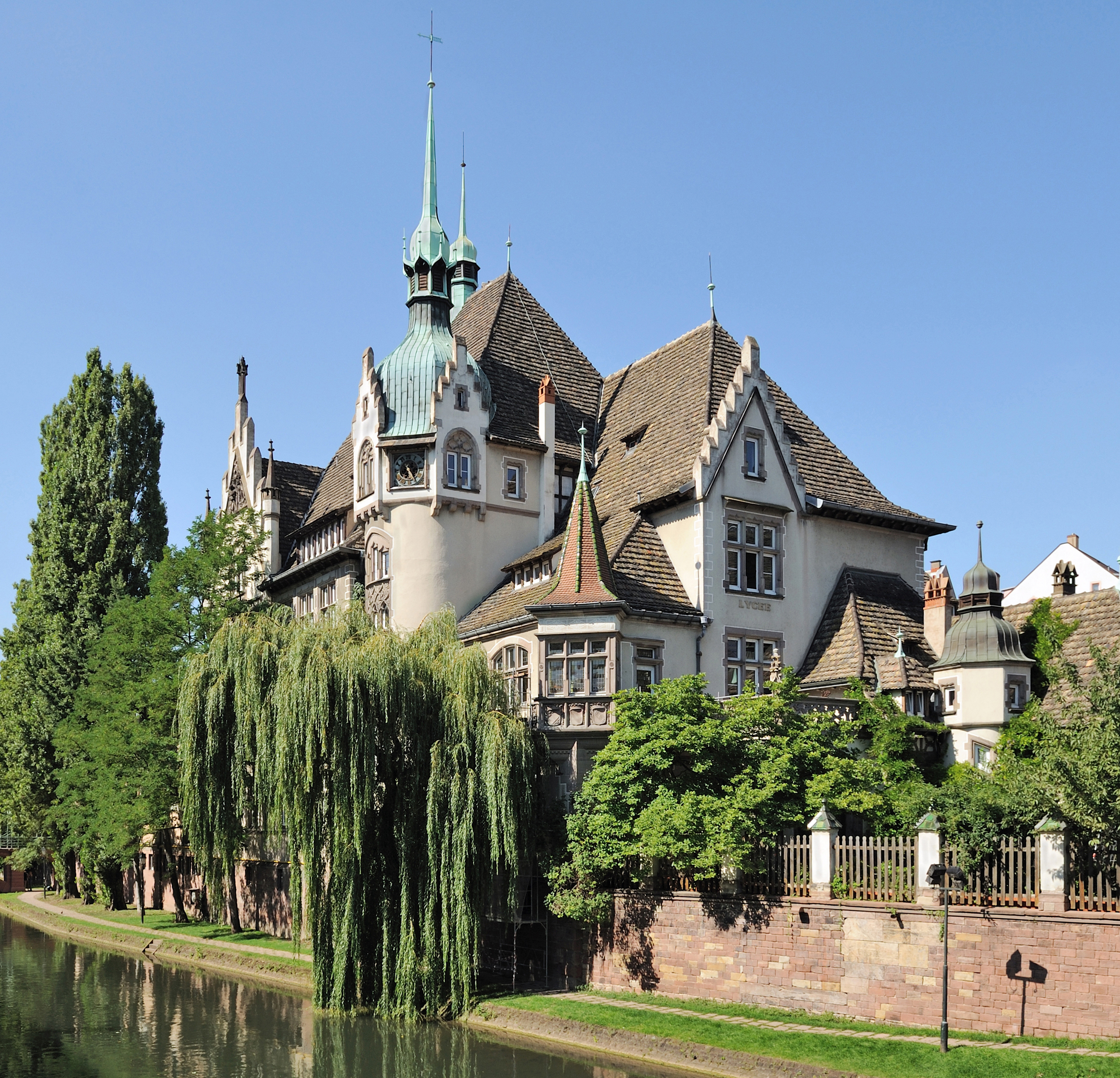
Liceu dels Pontonniers.
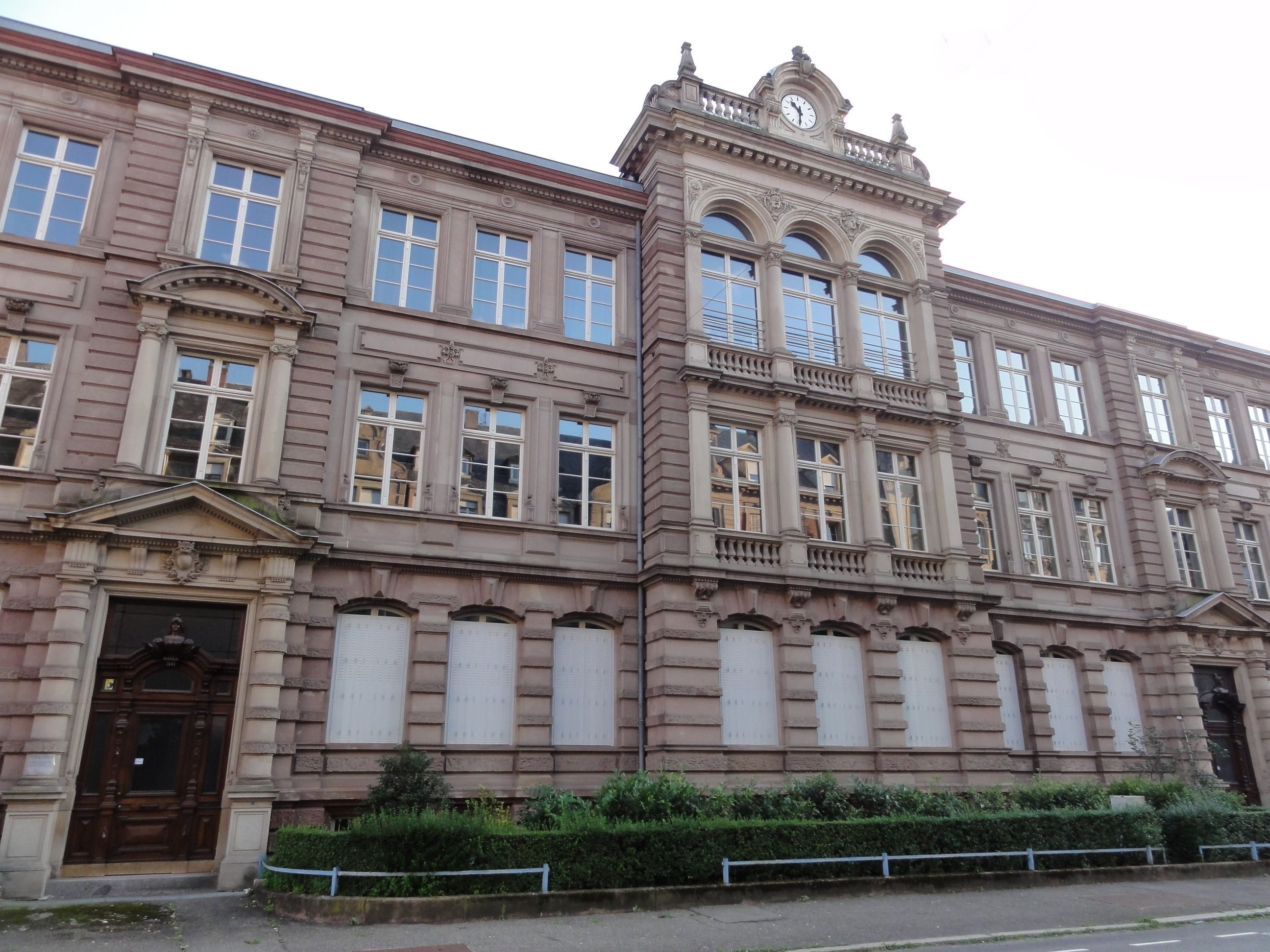
Col·legi Foch.

### Salut
- Clínica Adassa, 13 plau de Haguenau, antany « Israelitisches Krankenhaus » ;
- Centre Clemenceau, 45 boulevard Clemenceau, antany « Unfallkrankenhaus » ;
- Antiga clínica Bethesda, 1 boulevard Jacques Preiss, « Bethesda-Krankenhaus » ;

### Altres edificis importants
- Observatori astronòmic, rue de l'Observatoire;
- Palau de justícia, quai Finkmatt ;
- Estació Central, plau de la Gare;
- Hotel dels impostos, 35-37 avenue donis Vosges;
- Palaus de les Festes, « Sängerhaus », 5 rue Sellénick;
- Antics arxiu departamentals, 5 rue Fischart ;
- Antigues cavallerisses imperials, 9 rue du Général Frère;
- Càmera dels Oficis d'Alsàcia, 34 avenue donis Vosges;
- Bansy municipals, boulevard de la Victoire;
- Edifici Gallia, boulevard de la Victoire, antiga seu de les assegurances Germania ;
- Finca urbana, 26 allée de la Robertsau;
- Palauet, 37 allée de la Robertsau;
- Finca urbana modernista, 56 allée de la Robertsau;
- Vila Schutzenberger, 76 allée de la Robertsau;
- Hotel Brion, 22 rue Sleidan ;
- Finca urbana modernista, 22 rue du Général-de-Castelnau;
- Finca urbana modernista, 46 avenue des Vosges;
- Lògia maçònica, 11 rue Joffre;
- Casa d'Alfred Marzolff, 3 rue dess Pontonniers;
- Manoir del Contades, també anomenada vila Osterloff, 10 rue des Arquebusiers ;
- Vila Faist, 24 rue Twinger ;
- Vila Stempel, 4 rue Erckmann-Chatrian ;
- Casa egípcia, 10 rue du Général-Rapp ;
- Finca urbana modernista, 2 rue Édouard Teutsch cantonada boulevard Ohmacht.

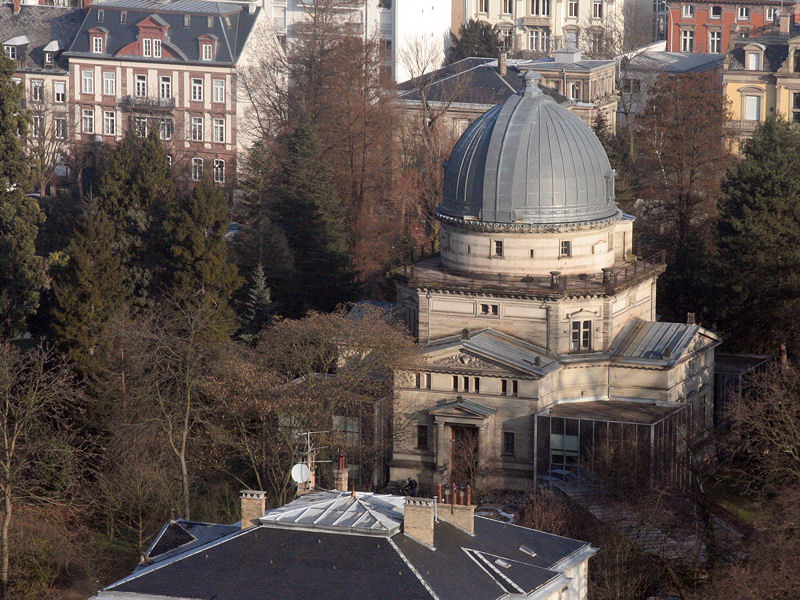
L'observatori astronòmic.
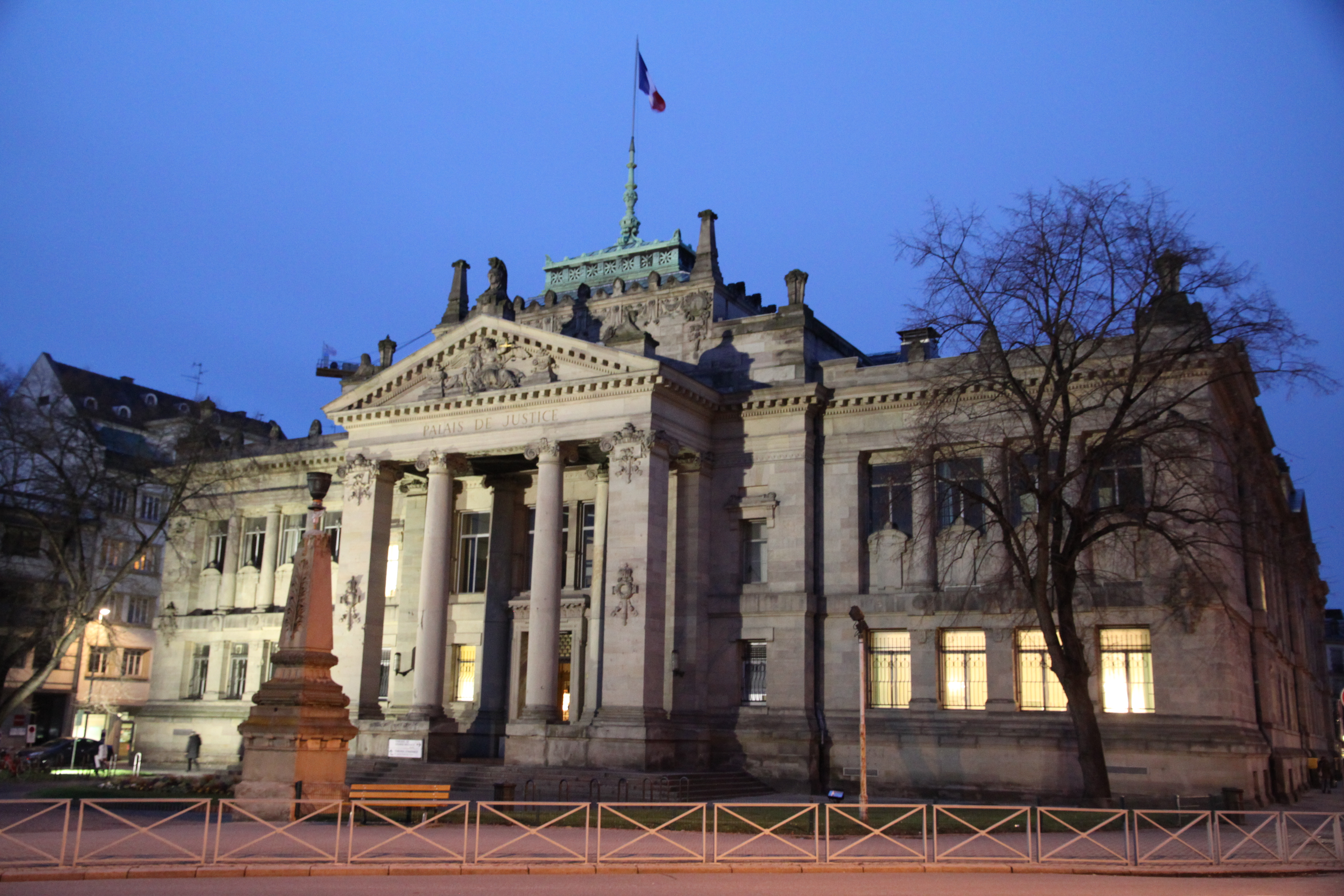
El palau de justícia.
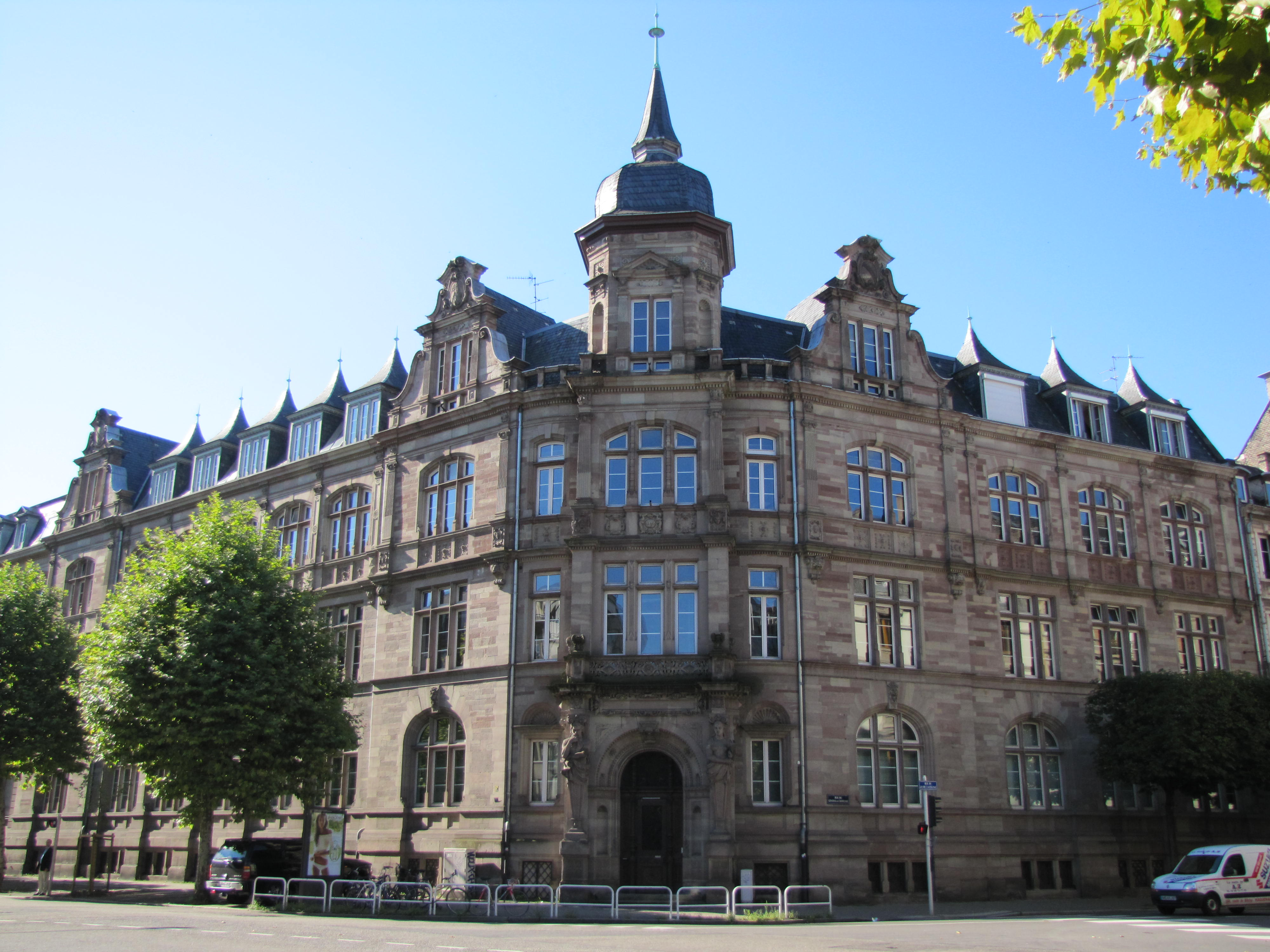
El hotel dels impostos.
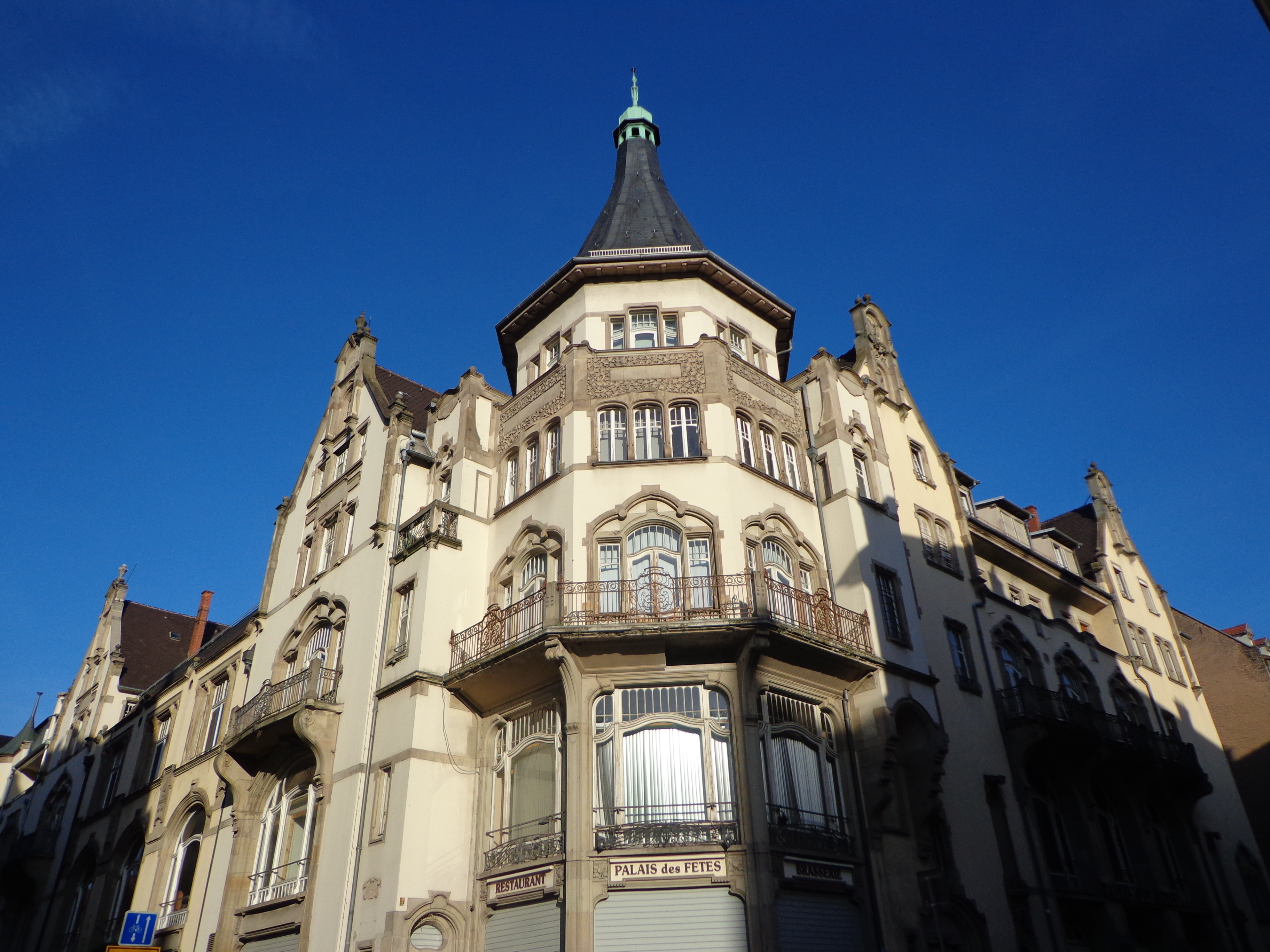
El palau de les Festes.
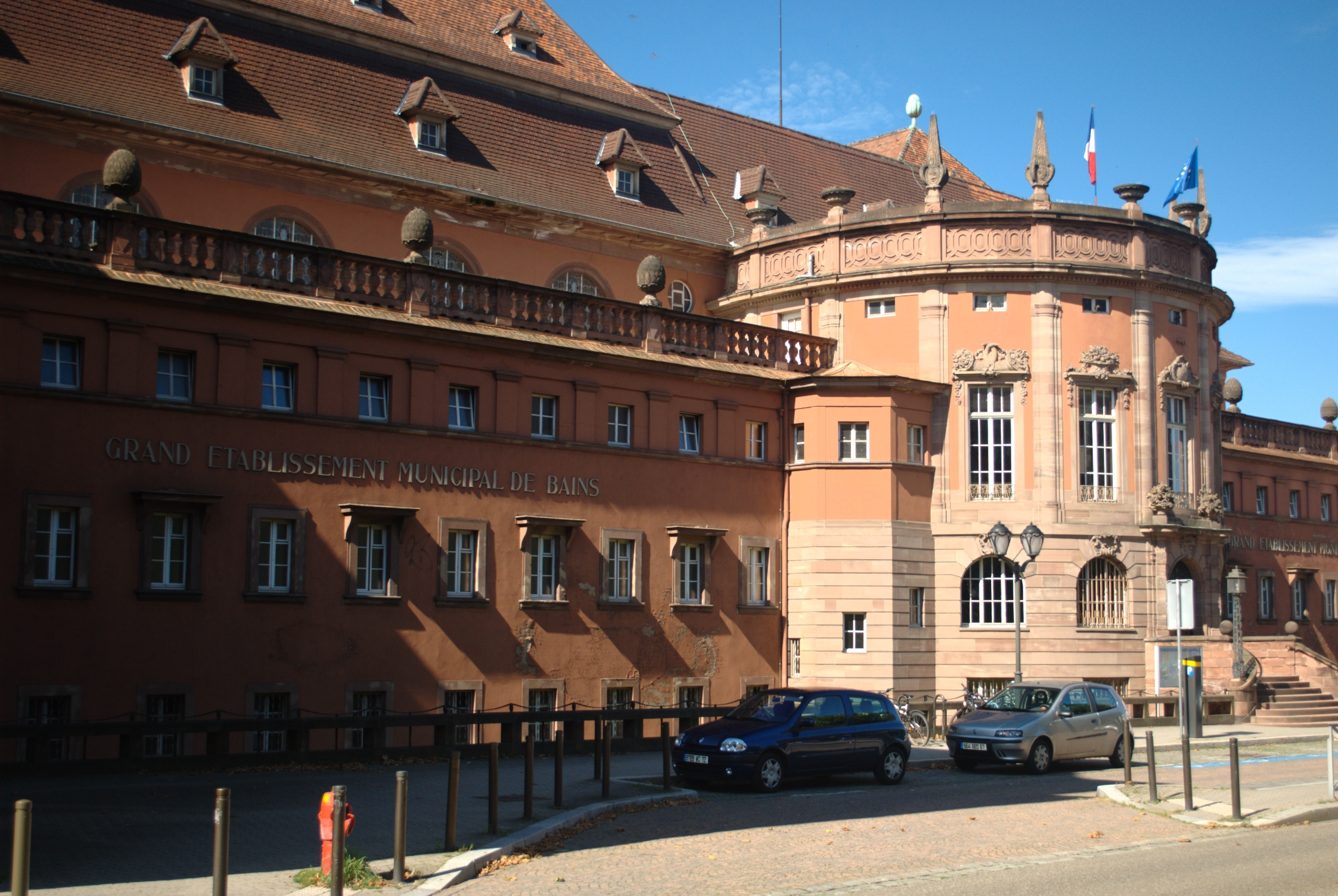
Banys municipals.
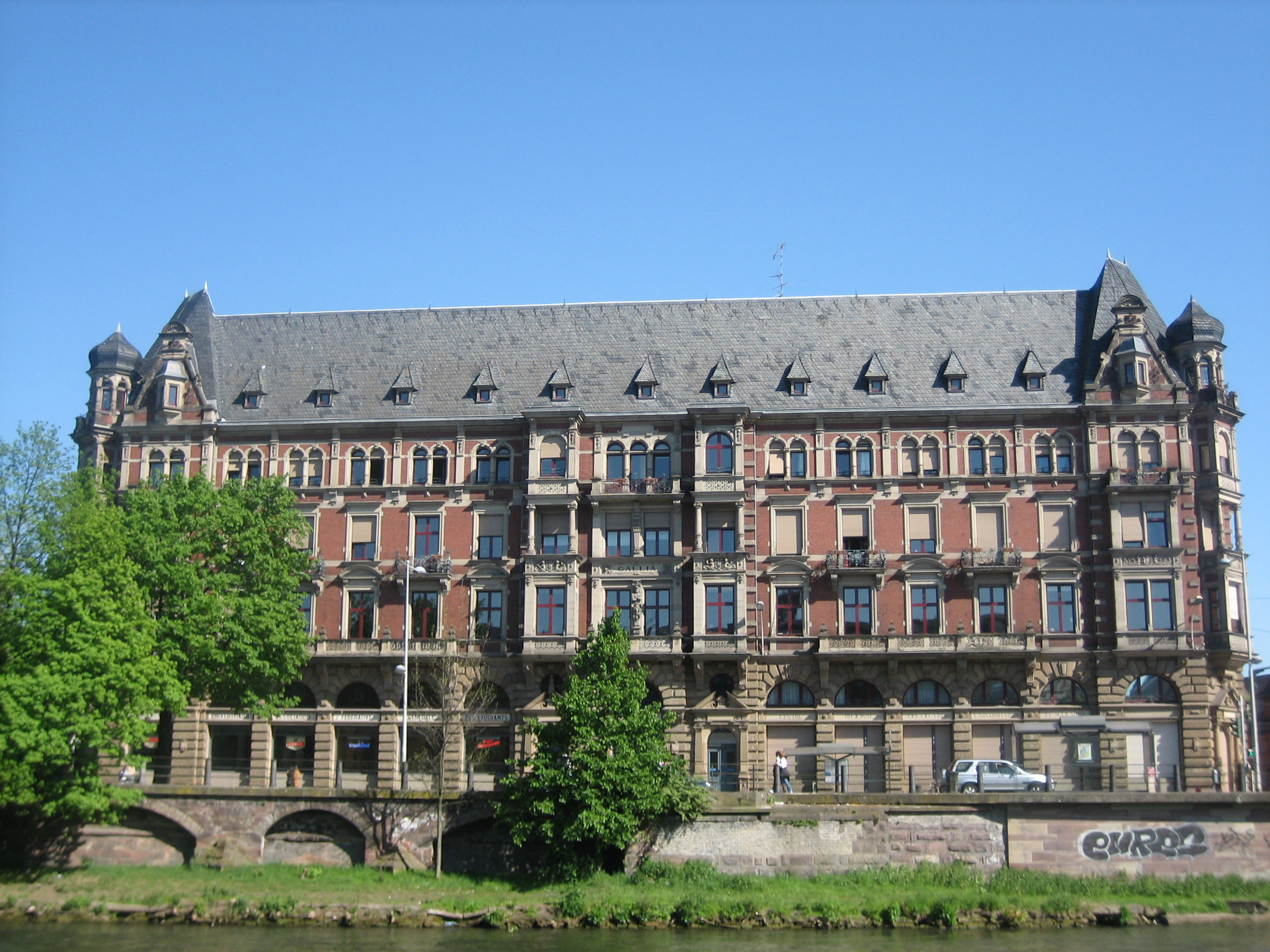
La Gallia.

### Casernes
Nombroses casernes van ser construïdes dins de la Neustadt. Aquestes representen un important testimoniatge de l'arquitectura militar prussiana amb grans edificis de maons vermells i grocs (també es troben aquest tipus de casernes en les altres ciutats de guarnició del Reichsland com a Colmar, Haguenau, Metz, Sarrebourg o fins i tot a Dieuze). L'any 1895, la guarnició de la ciutat compta amb 15 493 militars.
- Caserna Stirn, 37 boulevard Clemenceau, antiga « Manteuffel Kaserne ». Construït entre 1884 i [1887, era el més gran (4 hectàrees) i modern de la ciutat. Podia acollir fins a tres batallons d'infanteria, i era sobretot la primera caserna a respectar les normes higienistes;[4]
- Caserna Turenne, 42-44 rue Lauth, antiga « Illthor Kaserne ». Construït l'any 1888, estava destinat a la infanteria i albergava també la bugaderia i la fleca de la guarnició;
- Caserna Lecourbe, 1 rue d'Ostende i rue du Général Picquart, antic « Tren Kasernement » construït l'any 1892 ;
- Caserna Sénarmont, rue du Nideck, antic « Fuss-Artillerie Kaserne ». Construït l'any 1899, pren el nom de « Werder Kaserne » l'any 1902 ;
- Antiga Manutenció, « Proviantamt », avenue de la Forêt-Noire. Construïts entre 1888 i 1892, els edificis van ser renovats l'any 1999 i acullen avui el Pol europeu de gestió i d'economia ;
- Caserna Ganeval, rue de Molsheim, antic « St Margarethen Kaserne ». El convent de Santa Margarida, fundat l'any 1270, es transforma en un hospital militar l'any 1800 i després en una caserna d'infanteria a partir de 1832. Situada en els confins de la Neustadt, la caserna va ser engrandida i modernitzada l'any 1875.[5] No queda avui més que un sol edifici de la caserna d'origen. Aquest està compartit entre la Gendarmeria nacional i els Companys del Deure. Els altres edificis han estat destruïts per permetre la construcció d'allotjaments, despatxos i tallers per la Gendarmeria.

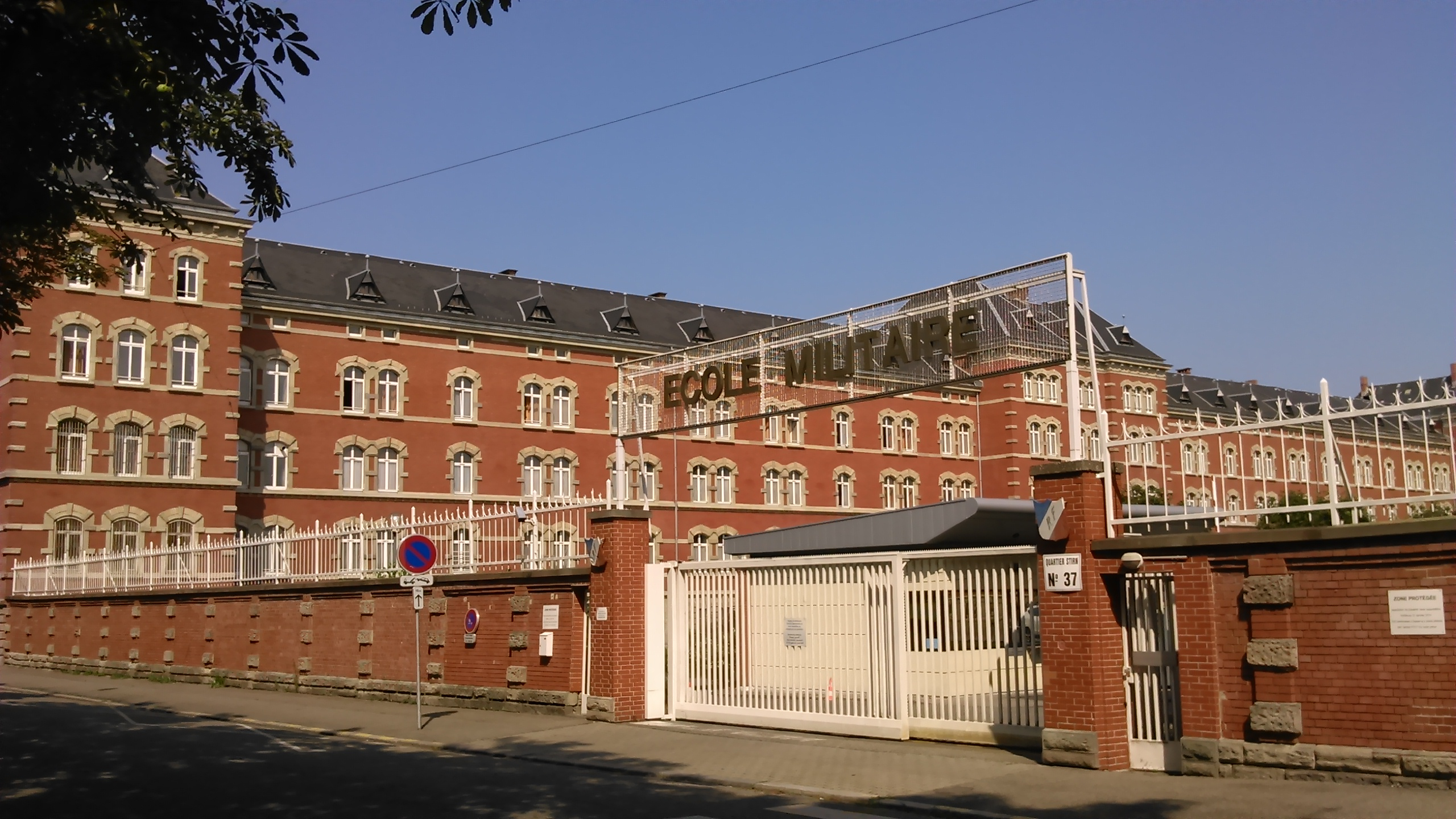
Barri Stirn, entrada principal.
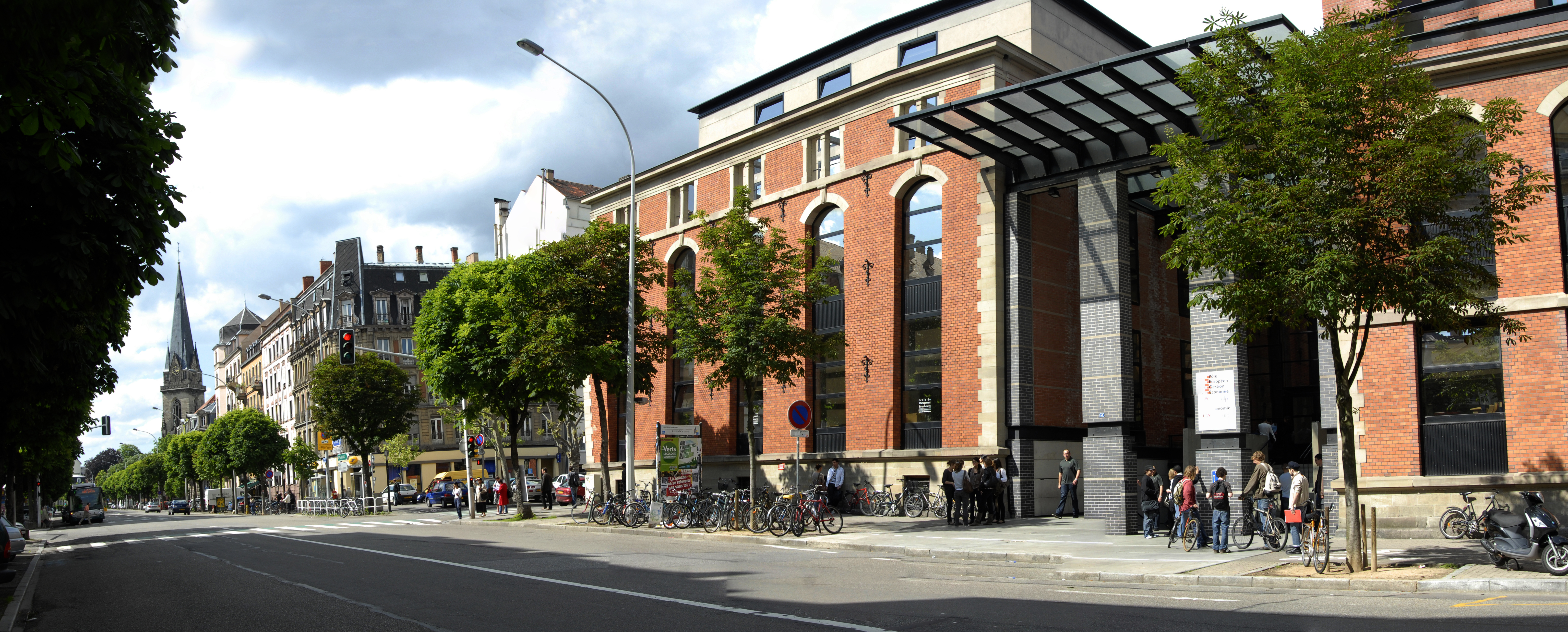
Antiga Manutenció.
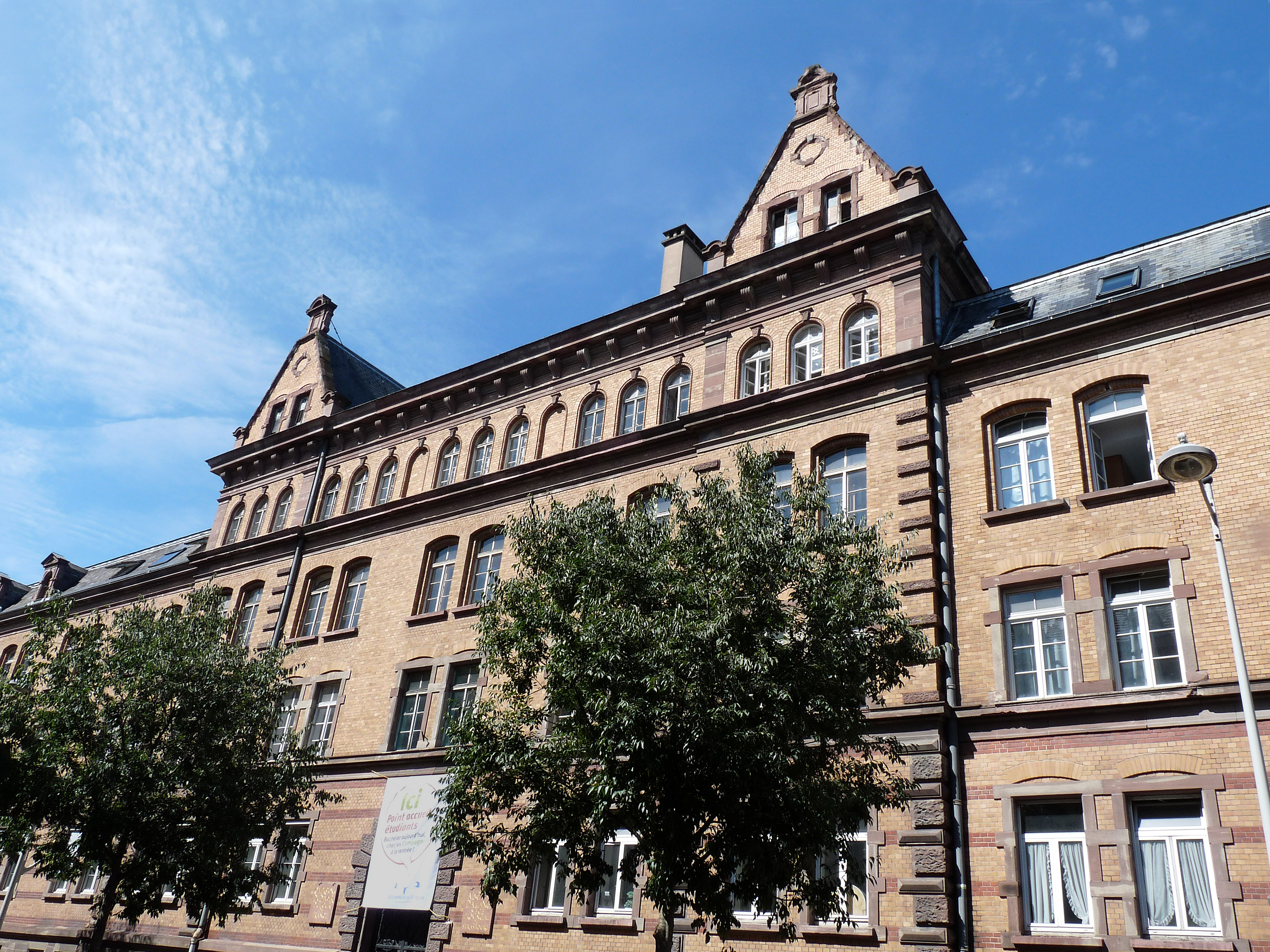
Edifici de l'antic Quartell Ganeval, ocupat pels Companys del Deure.

Altres casernes van ser també construïdes fora de la Neustadt, principalment al barri del Neuhof. Es tracta de les casernes Lizé i Lyautey, antigament « Neue Feldartilleriekaserne », i la caserna Aubert de Vincelles, antic « Flieger Bataillon Nr.4 Kaserne ».

### Nota
Altres edificis, d'un estil sovint característic, van ser realitzats durant el mateix període com la capitania del Port del Rin, la nova estació de mercaderies o el col·legi de Robertsau però aquests últims es troben a la perifèria de la Neustadt (o fins i tot completament fora d'aquesta) i no formaven part del pla d'extensió original.
La Neustadt compte igualment amb algunes construccions art déco dels anys 1930 (sector Contades, angle avinguda dels Vosges i carrer Oberlin).
L'edifici neoclàssic de la institució Santa Clotilde, rue de Verdun, va ser construït l'any 1934.
La Gran sinagoga de la Pau va ser erigida entre l'avinguda de la Pau i el parc du Contades entre 1954 i 1958.